# Champdeuil
Ne doit pas être confondu avec Champceuil.
Champdeuil (prononcé [ ʃɑ̃.dœj]) est une commune française située dans le plateau briard à environ 10 kilomètres de Melun préfecture du département.
Au dernier recensement de 2022, la commune comptait 735 habitants.

## Géographie

### Localisation
La commune est située dans le sud-est du département de Seine-et-Marne (77) sur le plateau briard à 10 km de Melun (77), 48 km de Provins (77), 43 km de Meaux (77), 40 km de Paris (75) et 10 km de Moissy-Cramayel (77).

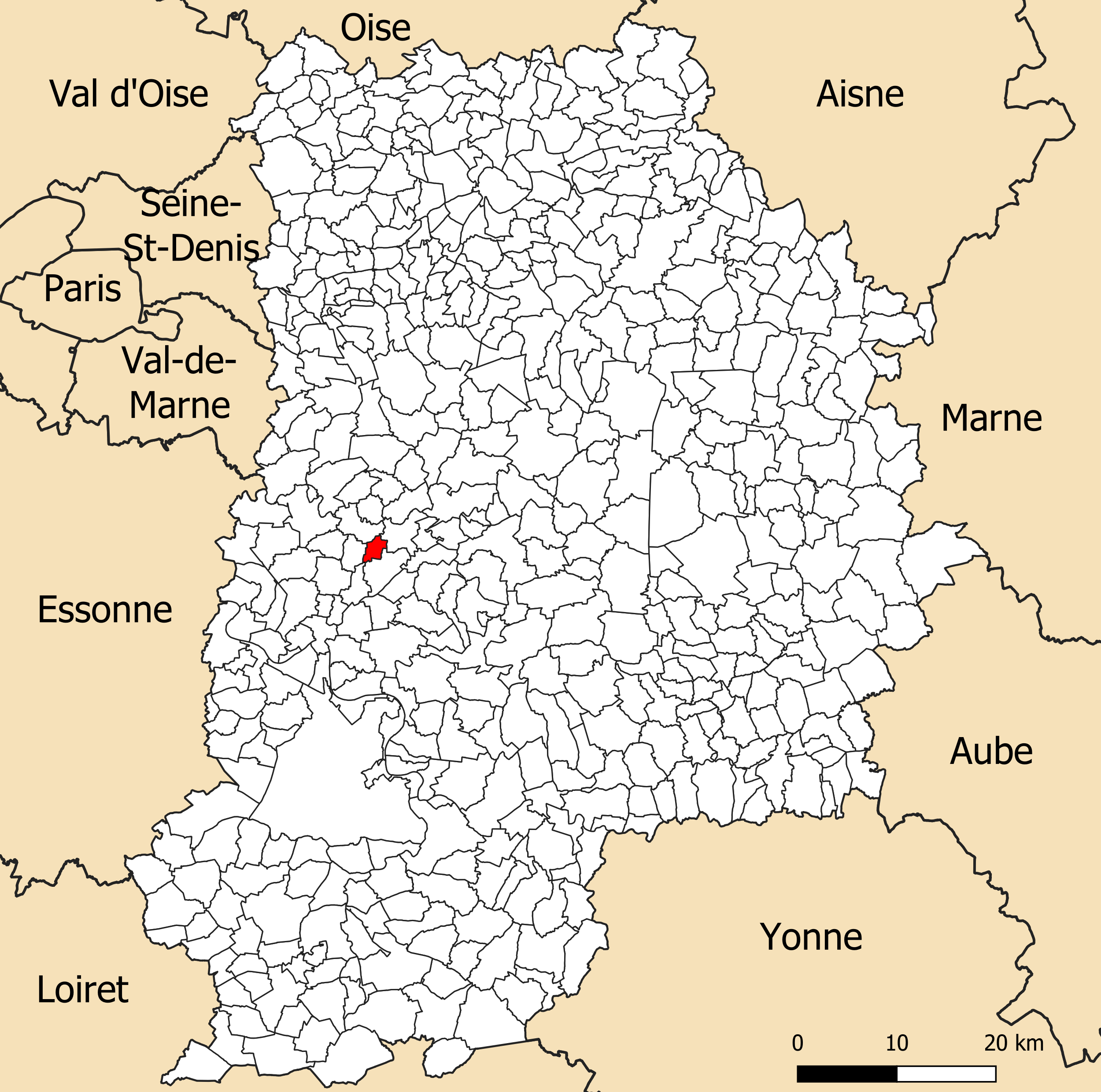
Localisation de la commune de Champdeuil dans le département de Seine-et-Marne.

### Communes limitrophes
Il y a au total cinq communes qui sont situées à la frontière de Champdeuil. Au nord et à l'ouest se situe le vaste territoire de Lissy. Au nord-est, se trouve la commune de Yèbles. Crisenoy, très vaste territoire avec ses cinq hameaux borde tout le sud-est de la commune.
| Soignolles-en-Brie |                     | Yèbles   |
| Lissy              | Champdeuil          | Crisenoy |
|                    | Saint-Germain-Laxis |          |

### Géologie et relief
L'altitude de Champdeuil est d'environ 94 mètres. La superficie de Champdeuil est de 3,98 km2. La densité de population de Champdeuil est de 166 habitants/km2. La latitude de Champdeuil est de 48.621 degrés et la longitude de Champdeuil est de 2.732 degrés.
Le sol du territoire de Champdeuil est silico-argileux, alluvionnaire avec une couche araire d'une épaisseur moyenne dépassant un mètre.
La commune est classée en zone de sismicité 1, correspondant à une sismicité très faible.

### Hydrographie
Aucun cours d'eau ne passe à Champdeuil. Les plus proches sont le ru de Montereau-sur-le-Jard et le ru du Jard à Voisenon. La Seine à Melun est le fleuve le plus proche. Il y a un étang dans le lieu-dit de Périgny (visible par satellite).
Champdeuil dispose d'un bassin d'épuration d'eau. Un projet est mis en place pour la création d'un bassin de rétention d'eau et une nouvelle station d'épuration. Les travaux ont commencé fin 2009, début 2010 pour une durée de deux ou trois ans.
Avec les communes de Crisenoy et Fouju, Champdeuil fait partie de l'intercommunalité « SI d'adduction d'eau potable de Crisenoy, Champdeuil et Fouju » (voir section Administration).

### Catastrophes naturelles
Le mouvement de terrain et la coulée sont les principaux risques naturels possibles sur la commune.
Liste des catastrophes naturelles passées sur la commune :
- du 25 décembre 1999 au 29 décembre 1999 : inondations, coulées de boue et mouvements de terrain ;
- du 5 août 1997 au 7 août 1997 : inondations et coulées de boue ;
- du 8 avril 1983 au 10 avril 1983 : inondations et coulées de boue.

### Climat
Pour des articles plus généraux, voir Climat de l'Île-de-France et Climat de Seine-et-Marne.
En 2010, le climat de la commune est de type climat océanique dégradé des plaines du Centre et du Nord, selon une étude du CNRS s'appuyant sur une série de données couvrant la période 1971-2000. En 2020, Météo-France publie une typologie des climats de la France métropolitaine dans laquelle la commune est exposée à un climat océanique altéré et est dans une zone de transition entre les régions climatiques « Sud-ouest du bassin Parisien » et « Nord-est du bassin Parisien ».
Pour la période 1971-2000, la température annuelle moyenne est de 11,2 °C, avec une amplitude thermique annuelle de 15,3 °C. Le cumul annuel moyen de précipitations est de 703 mm, avec 11,3 jours de précipitations en janvier et 7,9 jours en juillet. Pour la période 1991-2020, la température moyenne annuelle observée sur la station météorologique la plus proche, située sur la commune de Montereau-sur-le-Jard à 6 km à vol d'oiseau, est de 11,6 °C et le cumul annuel moyen de précipitations est de 657,9 mm,. Pour l'avenir, les paramètres climatiques de la commune estimés pour 2050 selon différents scénarios d'émission de gaz à effet de serre sont consultables sur un site dédié publié par Météo-France en novembre 2022.

### Milieux naturels et biodiversité
Aucun espace naturel présentant un intérêt patrimonial n'est recensé sur la commune dans l'inventaire national du patrimoine naturel,,.

### Voies de communication et transports

#### Voies routières
Il y a deux routes départementales qui traversent le territoire de Champdeuil la D  619 et D  130. La première longe très rapidement le territoire de la commune. Elle va en direction de Provins, puis Troyes pour finir à Vesaignes-sur-Marne et en direction de Moissy-Cramayel. L'autre départementale, la D 130, longe Champdeuil pour s'arrêter à la RN 36.

#### Transports ferroviaires
La commune ne possède aucune station sur son propre territoire depuis 1934.
La gare de Verneuil-l'Étang, située à 7,4 km et arrêt de la Ligne P du Transilien, est la gare la plus proche de Champdeuil. Elle permet d'aller vers la gare de Paris-Est ou la gare de Provins. La gare de Melun, située à 11,8 km, est la grande gare la plus proche, elle possède de nombreuses lignes (Ligne R du Transilien, Ligne D du RER d'Île-de-France, Ligne TGV et un TER Bourgogne). Les bus qui vont à Champdeuil passent par cette gare.
Le LGV Sud Est traverse l'ouest du territoire de la commune de Champdeuil sans qu'il y ait d'arrêt.

#### Transports en commun
Champdeuil, comme la plupart des petites communes de Seine-et-Marne, ne possède qu'un seul type de transport en commun : le bus. La desserte est principalement scolaire cependant elle continue durant les périodes de vacances (seulement pour la ligne 37) durant les heures les plus importantes. La commune de Crisenoy est la seule commune qui est toujours desservie avec Champdeuil. Entre 1901 et 1934, Champdeuil fut desservi par le tramway Verneuil-Melun et partageait une gare avec la commune voisine de Crisenoy. Lors du prolongement de la ligne de Vincennes au-delà de Brie-Comte-Robert, il était prévu à l'origine que la ligne passe par Champdeuil.

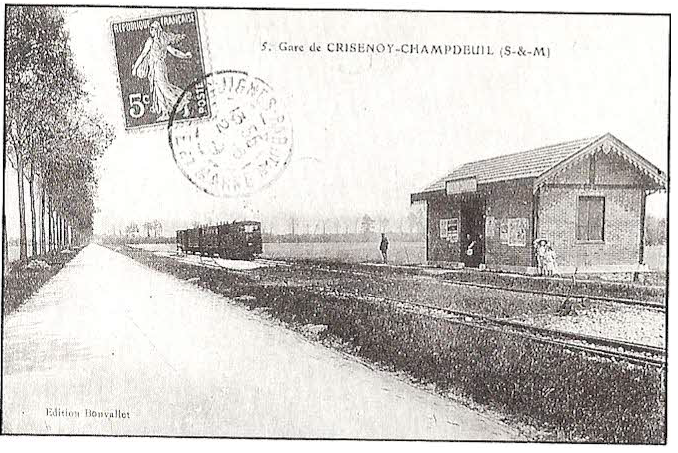
L'ancienne gare de Champdeuil-Crisenoy

Il existe cinq lignes qui passent par Champdeuil : la 01 du réseau de bus Brie et 2 Morin et les lignes 37A, 37B, 37C et 37R du réseau de bus Pays Briard.

## Urbanisme

### Typologie
Au 1er janvier 2024, Champdeuil est catégorisée commune rurale à habitat dispersé, selon la nouvelle grille communale de densité à sept niveaux définie par l'Insee en 2022.
Elle est située hors unité urbaine. Par ailleurs la commune fait partie de l'aire d'attraction de Paris, dont elle est une commune de la couronne,. Cette aire regroupe 1 929 communes,.

### Morphologie urbaine
| Type d’occupation       | Pourcentage | Superficie (en hectares) |
| ----------------------- | ----------- | ------------------------ |
| Espace urbain construit | 9,6 %       | 38,33                    |
| Espace urbain ouvert    | 1,5 %       | 5,88                     |
| Espace rural            | 88,9 %      | 355,17                   |
| Source : Iaurif.        |             |                          |

La commune compte 21 lieux-dits administratifs répertoriés consultables ici (source : le fichier Fantoir) dont Périgny. Ce hameau était auparavant détaché de la commune principale avant les travaux de la rue de l'Isle qui a rejoint les deux endroits (voir Développement de la commune).
Le village possède dix rues et impasses : la Maisonneraie, la Nouette, la Paix, la rue des Fusées qui tient son nom de la famille des Fusées qui y ont vécu, l'Isle, la rue Grande, des Vergers, de la Procession, de Périgny, du nom du hameau de Périgny qui est desservi par celle-ci et l'impasse de la Roseraie.

### Occupation des sols
En 2018, le territoire de la commune se répartit en 92 % de terres arables, 7,2 % de zones urbanisées et 0,8 % de zones agricoles hétérogènes,,.

### Logement
Le village de Champdeuil est majoritairement rural (à 88,9 %), les constructions ne représentent que 9,6 %. En 1999, le nombre de maisons était de 214 ce qui représentait 92,6 % de type de logements, le nombre d'appartements était de 14 soit 6,1 %. En 2007, le nombre de maisons était de 213 ce qui représentait 84,1 % de type de logements, le nombre d'appartement était de 39 soit 15,5 %. En moins d'une décennie, il y a donc un très léger recul du nombre de maisons, cependant le nombre d'appartements a plus que doublé.
Dans cette commune en 2007, les logements de plus de cinq pièces, sont largement majoritaires avec un nombre de 125 soit 51,4 % soit la moitié des logements. Les quatre pièces sont au nombre de 65 soit 26,7 % ce qui les mène en seconde position. Ensuite, les trois pièces représentent 32 logements soit 13,2 % de type de logements, les deux pièces sont de 15 soit 6,2 % et les 1 pièces représentent 6 logements soit donc 2,5 %. En 1999, les logements de plus de 5 pièces, sont largement majoritaires avec un nombre de 113 soit 52,1 % soit la moitié des logements. Les quatre pièces sont au nombre de 65 soit 30 % ce qui la mène en seconde position. Ensuite les 3 pièces représentent 27 logements soit 12,4 % de type de logements, les deux pièces sont de 9 soit 4,1 % et les 1 pièce représentent trois logements soit donc 1,4 %. Même si de 1999 à 2007, l'évolution n'a pas changé la large majorité de 5 pièces et plus, les autres catégories ont augmenté surtout les une et deux pièces.
En 2016, le nombre total de logements dans la commune était de 291 dont 85,3 % de maisons et 14,3 % d'appartements.
Parmi ces logements, 93,8 % étaient des résidences principales et 6,2 % des logements vacants.
La part des ménages fiscaux propriétaires de leur résidence principale s'élevait à 79,5 % contre 19,4 % de locataires dont, 1,5 % de logements HLM loués vides (logements sociaux) et, 1,1 % logés gratuitement.

### Projets d'aménagements
En 2010, la mairie de Champdeuil a entrepris le projet d'agrandir la commune en construisant de nombreuses maisons pour accueillir de nouveaux habitants. Les constructions se situent entre la rue de l'Isle et la rue de Périgny sur un ancien terrain vague qui était inoccupé. La création de ces bâtiments a permis de relier Champdeuil à son unique lieu-dit « Périgny » et « d'unifier » le territoire de Champdeuil. Ce lotissement se nomme actuellement Brosse Bardon.
Ce projet a également permis d'augmenter la population de la commune. Le maire de la commune, Yves Reigner, a déclaré qu'à terme « environ 17 familles habiteront à Champdeuil » à la fin des travaux.

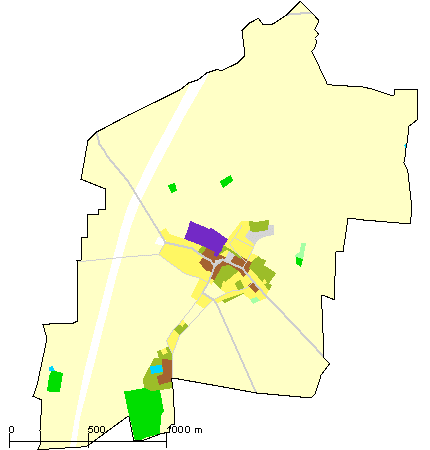
Plan de Champdeuil avant 2010.
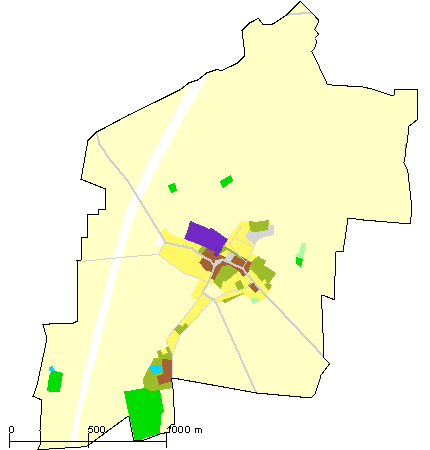
Plan de Champdeuil en 2010.

## Toponymie

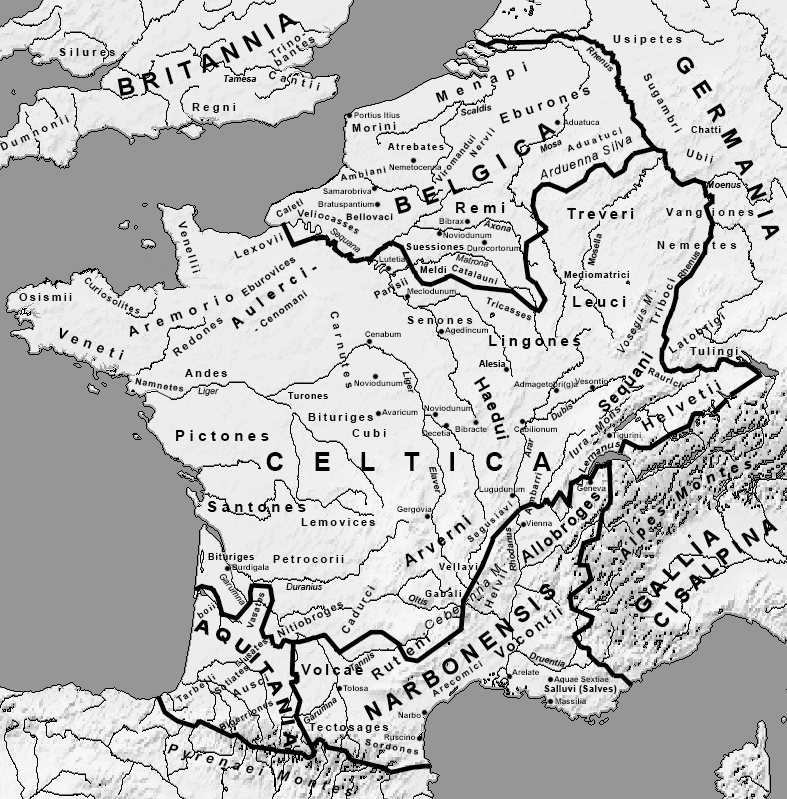
Les Sénons sur la carte de « France ».

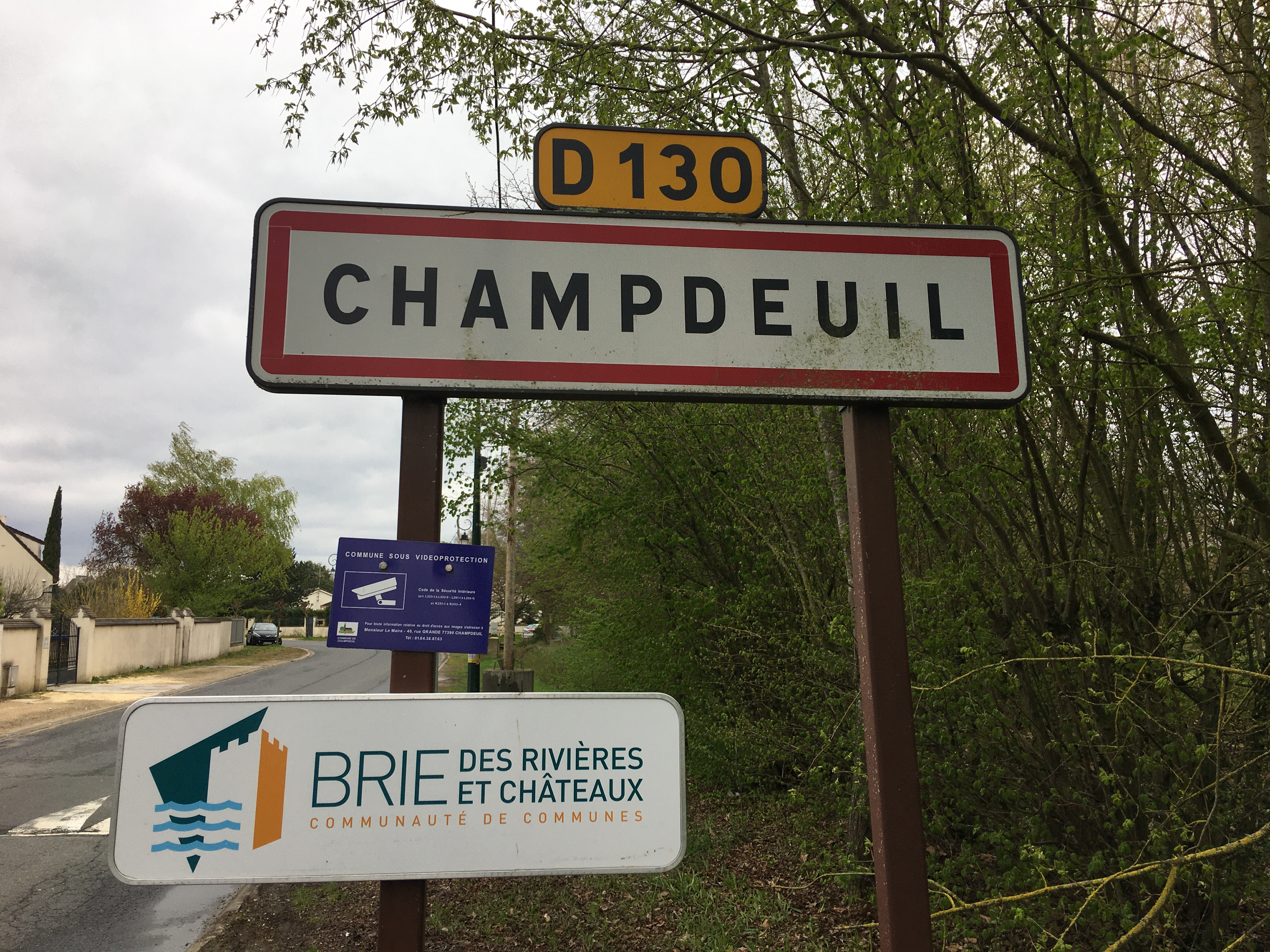
Panneau d'entrée du village

Le nom de la localité est attesté sous les formes Chandeur en 1262 ; Champdur en 1372 ; Chandur en 1461 ; Champdeur en 1492 ; Chandeuil en 1508 ; Chendeuil en 1567 ; Chanteur en brie en 1670 et Champdeur en 1720. Entre 1790 et 1793, durant la Révolution française, le village fut baptisé par les Républicains Champlibre.
Ce toponyme serait issu de Cantoduron « Bourg circulaire », qui dériverait du gaulois duro, en latin durum, qui signifie « oppidum, forteresse, porte ». En seconde position d’un nom composé[réf. nécessaire].[style à revoir] Duro est le plus souvent précédé d’un -ó- de liaison accentué et a plus ou moins abouti à des terminaisons en -erre, or pour -eurre dans le Nord et -oire dans le Midi de la France, avec le gaulois cando, « blanc »[Quoi ?]. La finale[Laquelle ?] a subi l’attraction des finales en -euil.
Au XVIIIe siècle, Périgny fut noté Perigny sans accent, sur les cartes de Cassini.

## Histoire
Le territoire de la commune possède des édifices du Moyen Âge et de la Renaissance, dont un château et des fermes fortifiées, qui témoignent d'une certaine richesse durant ces deux périodes. L’église recèle un patrimoine classé aux Monuments Historiques. Le village a toujours eu une vocation agricole comme activité principale, même si le XXe siècle l'a également transformé en lieu résidentiel.

### Avant leXVIIIesiècle

L'Empire romain à son apogée.

Champdeuil se situait dans la région dominée par les Sénons qui était un des peuples gaulois, des Celtes donc. Leur territoire correspondait au Sénonais, région qui s'étend traditionnellement sur une partie des départements actuels de l'Yonne et de Seine-et-Marne. Ils laissèrent leur nom à la ville de Sens (< Senones) qui était leur civitas. Elle s'appelait alors Agedincum. Durant l'apogée de l'Empire romain en 116, Champdeuil était intégré dans le vaste territoire de l'empire.
Les premières traces écrites de Champdeuil datent de 1262, sous la forme Chandeur. La seule information transmise sur l'histoire de Champdeuil au XIIIe siècle concerne l'existence d’une paroisse[réf. nécessaire].

### Après leXVIIIesiècle

#### Histoire du Château
Sous l'Ancien Régime, la famille de Fusée était propriétaire de la seigneurie Champdeuil, de celles de Genouilly, de celle de Voisenon et de Villiers-aux-Poires, à proximité de Melun. Il n'y avait plus que quelques restes vers 1675. Au XVIIe siècle, la seigneurie passe aux mains d'une autre famille, la famille Gigault, qui la conserve jusqu'à la Révolution. Le négociant parisien Lecointre est alors propriétaire de la majorité des terres de Champdeuil. Il fait ériger en août 1790 une pyramide à la gloire de l'Assemblée nationale. Champdeuil est alors transformé en Chamlibre.
À la fin du XIXe siècle, le territoire de Champdeuil est entièrement labouré et mis en valeur par une demi-douzaine de cultivateurs. En 1780, le château de Fusée fut acheté par un riche négociant parisien J.-P. Lecointre. Des pierres du château se trouvant près du pigeonnier, rue de L'Isle servirent à faire des trottoirs, des maisons, l'école, le pavages de certaines rues et même des margelles de puits. De l'ancien château féodal ne reste que la construction carrée encore visible qui était juste à côté, rue de L'Isle.

#### Fermes de Champdeuil
Avant 1789, il y avait deux fermes : "la ferme des Fusées" et la "ferme de Perigny". Autour de ce site, de nombreux ossements et objets divers furent trouvés, ce qui laisse penser qu'il y a eu combats. Il y avait aussi une distillerie dans la rue des Fusées, mais il ne reste plus de nos jours que la tour. Il y avait aussi deux épiciers, un débit de boissons et un maréchal-ferrant. La ferme de Périgny est un ancien manoir féodal remanié à la Renaissance. De cette époque, il possédait une tourelle, des fossés, un écu martelé et des vestiges de murs. L'ensemble possédait également un pigeonnier carré à chaînage de grès. Ce ancien pigeonnier semble indiquer l'appartenance du domaine à un seigneur, propriétaire d'un fief de taille importante. Le département de Seine-et-Marne comptait alors 329 pigeonniers, dont 72 % sont de forme cylindrique. Le terme pigeonnier est utilisé traditionnellement dans les pays de droit écrit, tandis que le terme colombier se retrouve dans les pays de droit coutumier.
La ferme des Fusées appartient du XVe au XVIIe siècle à la famille de Fusée, gens de robe. Au XVIIe siècle, la seigneurie passe aux mains d'une autre famille, les Gigault, qui la conserve jusqu'à la Révolution. Le siège de ce fief est alors un manoir féodal. La ferme est fortifiée aux moyens de courtines, de tourelles d'angle et de fossés. De ce château, seul subsiste le colombier féodal, carré à toit pyramidal. Le domaine est racheté en 1780 par un riche négociant qui fait détruire l'ensemble des bâtiments féodaux. En 1679, la ferme des Fusées appartenait à messire Gaspard d'Auneau de visée qui était le seigneur des Fusées. En 1681, la ferme fut vendue à Germain Louis Chauvelun, le manoir féodal du château de Fusée était habité par la famille Fusée, puis par la famille Gigault qui était propriétaire dans les villes suivantes : Champdeuil, Genouilly, Voisenon, Villiers-aux-Poires.

#### École de Champdeuil
La maison d'école n'existait pas et les élèves s'entassaient dans le logis du maître, les classes vaquaient d'avril en octobre, les maîtres et les élèves participaient aux travaux de culture. Entre 1741 et 1783 qui est la date de construction du premier bâtiment scolaire, il y eut treize maîtres. Le bâtiment scolaire coûta 3 350 livres. L'instituteur devait fournir, l'encre, les plumes, et le papier, il était rétribué par les parents d'élèves, logé par la commune qui lui attribuait un terrain appelé Terres de l'école sur le chemin menant à Ozouer-le-Voulgis.
L'instituteur devait être laïc, marié et instruire les deux sexes. Entre 1765 et 1774 - Le poste de maître d'école reste vacant. En 1836, cette salle de classe qui désormais était séparée du logement de l’instituteur fut démolie et reconstruite sur l’emplacement de l’actuelle mairie. Avant la classe avait lieu dans l'habitation du professeur. D’importants travaux de restauration sont effectués en 1868 avec la création d’une classe nouvelle. En 1883, trois élèves seulement ont obtenu le certificat d'étude.

#### municipalité et territoire

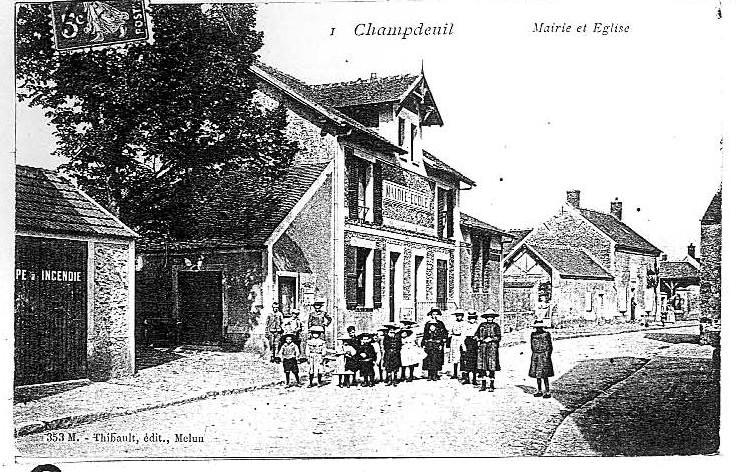
Mairie de Champdeuil au début du XXe siècle.

Avant le premier avril 1789, il existait une municipalité coiffée par un syndic, qui obéissait aux ordres du roi. Dépendant du diocèse de Sens, doyenné de Melun, bailliage de Melun M. Frayer Bailly, Conférence de Reau pour le culte. Durant le début de la Révolution française (environ juillet 1789), la maintenance de la municipalité devient de plus en plus difficile avec de nombreux émeutes, règlements de compte et de l'abaissement de l'autorité indirecte du roi, il est à remarquer que même en ces périodes de troubles de l'autorité du roi, une consigne impérative demandait de payer les impôts. Avant le XIXe siècle, la difficulté de mettre en place une municipalité et de la conduire était due à l'absence d'instruction des candidats. (Il fallait savoir au moins lire, écrire et compter car il fallait pouvoir suivre les ordres dictés par le roi ou par la République selon l'époque).
À cause de cela, en 1797 lors d'une séance présidée par le comte de Saint Priest, pour avoir des représentants communaux sur une municipalité composée de dix personnes, deux seulement furent retenus : M. Jean Claude Czonie de la ferme de Perigny et M. François Antoine Gilbon de la ferme de Champ Deuil, il était déjà maire et le restera jusqu'en 1839.
Durant la Révolution, des plaques commémoratives furent conservées dans la mairie de Champdeuil, et étaient apposées devant une pyramide coiffée d'un bonnet phrygien, cette pyramide fut construite sur la place de l'Église peu de temps après la révolution de 1793 et fut détruite en 1810 à la demande de la comtesse de Crisenoy. Au XIXe siècle, M. Gaucher, instituteur-archiviste, trouva des objets "d'anciens poids royaux" sur d'anciens sceaux et une pièce à l'effigie de Louis XV à Champdeuil.

## Politique et administration

### Tendances politiques et résultats
- Élections régionales 2010 à Champdeuil
  - Taux d'abstention 48,70 %
  - Gauche 60,56 % et Majorité 39,44 %
- Élections européennes 2009 à Champdeuil
  - Taux d'abstention 56,72 %
  - Scores : Liste de la majorité 25,73 % et Verts 22,81 %
- Élections présidentielles 2007 à Champdeuil
  - Taux d'abstention 7,88 %
  - Score : Sarkozy 35 %, Royale 21 % et Bayrou 20 %
- Élections européennes 2004 à Champdeuil 
  - Taux d'abstention 53,96 %
  - Score : Parti socialiste 27 % et Union pour un mouvement populaire 16 %
- Élections présidentielles 2002 à Champdeuil
  - Taux d'abstention 23,48 %
  - Score : Le Pen 22 % et Jospin 17 %

### Administration municipale
La commune de Champdeuil se trouve sur la Communauté de communes de la Brie des Rivières et Châteaux.
Le village se trouve dans l'intercommunalité du "syndicat mixte de la crèche familiale de Verneuil l'Etang et de ses alentours" avec Andrezel, Beauvoir, Champeaux, Yèbles, Verneuil-l'Étang. Le maire de Champdeuil est le président de cette intercommunalité.
Elle fait aussi partie avec Crisenoy de l'intercommunalité de SI à vocation scolaire de Champdeuil et Crisenoy. Champdeuil y est aussi président.
Elle est membre de la SI de transport d'élèves pour la S.E.S de Combs la Ville avec Crisenoy, Limoges-Fourches et Réau. Elle appartient au « SI d' adduction d'eau potable d de Crisenoy, Champdeuil et Fouju » avec Crisenoy et Fouju. et la "SI de fonctionnement du foyer résidence pour personnes âgées de Mormant" avec de nombreuses communes du canton de Mormant.

### Conseil municipal de la jeunesse
Cette commune s'est dotée d'un conseil municipal pour les jeunes, mis en place le 13 novembre 2010 et rendu officiel par un discours du maire de Champdeuil en présence du conseiller général André Berquier, le président de la communauté de communes de la Brie centrale André Berquier, du maire de Crisenoy et des conseillers généraux.
Les jeunes membres de ce conseil mettent en place des projets pour la jeunesse champdeuillaise en accord avec la municipalité. Ce conseil est divisé en quatre parties: la commission d'Information, la commission d'aménagement, la commission Sports et Culture et la commission de la Vie locale.

### Budget communal
Le budget communal de 2010 comporte une section investissement de 532 272 euros et la section de fonctionnement de 5 522 538 euros. La taxe d'habitation était de 6,76 %, le foncier-bâti était de 12,37 %, le foncier-non-bâti de 56,60 % et la taxe professionnelle de 6,19 %.
Les dépenses prévues étaient de 92 326 euros de frais généraux, 167 100 euros de frais personnel, le financement des investissements de 70 667 euros, les frais de gestion courante de 192 445 euros et pas de frais financiers. Les recettes prévues étaient de 129 497 euros pour le report de 2005, 263 855 euros d'impôts et taxes, 118 688 euros de dotations et subventions 10 498 euros de revenus divers.
Le résultat à la clôture du budget était excédentaire de 129 497 euros.

### Liste des maires
| Période      | Période      | Identité                                                 | Étiquette | Qualité |
| ------------ | ------------ | -------------------------------------------------------- | --------- | ------- |
| 1791         | 1792         | M. Beaufils                                              |           |         |
| 1792         | 1792         | M. Pocheloche                                            |           |         |
| 1792         | 1839         | Francis Antoine Gilbon                                   |           |         |
| 1839         | 1879         | François Gabriel Gilbon                                  |           |         |
| 1879         | 1881         | M. Darnet                                                |           |         |
| 1881         | 1890         | Jean-Baptiste Cornut                                     |           |         |
| 1890         | 1896         | M. Geraldy                                               |           |         |
| 1896         | 1908         | M. Bonsang                                               |           |         |
| 1908         | 1919         | M. Gasme                                                 |           |         |
| 1919         | 1939         | Victor Chenu                                             |           |         |
| 1939         | janvier 1945 | Préfecture (M. Hollard - M. Poirier - M. Gouchon)        | …         | …       |
| janvier 1945 | 18 mai 1945  | Raymond Guiller                                          |           |         |
| 18 mai 1945  | 1962         | Marcel Bonnet                                            |           |         |
| 1962         | mars 1971    | Gérard Bonnet                                            |           |         |
| mars 1971    | janvier 1980 | André Alcheik                                            | PRG       |         |
| janvier 1980 | 2020         | Yves Régnier                                             | PS        |         |
| 2020         | mai 2021     | Mise sous tutelle préfectorale, Président Didier Lévéque |           |         |
| mai 2021     | En cours     | Gilbert Jarossay                                         |           |         |

Lors de la Révolution française, Champdeuil a connu trois maires : messieurs Beaufils, Pocheloche et Francis Antoine Gilbon. Ce dernier sera maintenu durant la période impériale de la France (Premier Empire) et le retour de la monarchie (la Restauration et la monarchie de Juillet). Une autre personne de la même famille que ce dernier sera maire durant la monarchie de Juillet, la Deuxième République, le Second Empire et la Troisième République.
Sept maires vont se suivre durant la Troisième République, puis la préfecture va diriger la commune durant le régime de Vichy. Ensuite une certaine instabilité de guerre va faire succéder deux maires en quelques mois. Ce dernier restera maire durant le gouvernement provisoire, la Quatrième République et la Cinquième République. Après, quelques maires vont se suivre jusqu'à l'actuel maire en fonction depuis 1980.

### Instances judiciaires et administratives
Champdeuil étant une petite commune, elle ne possède pas d'instances judiciaires et administratives. L'endroit le plus proche où réside un tribunal administratif et un tribunal d'instance sont à Melun.

### Politique environnementale
Le principal acte politique environnemental de Champdeuil est la restriction de l'eau chaque année durant l'été, pour éviter une surconsommation de l'eau, ce qui arrivait fortement. Des consignes sont données chaque année où sont détaillées toutes les mesures à prendre. Durant les travaux sur la rue de l'Isle pour l’enfouissement des lignes électriques, des lampadaires à économie d'énergie ont été mis en place rue Grande et vont être installés dans tout Champdeuil.

## Population et société

### Démographie
L'évolution du nombre d'habitants est connue à travers les recensements de la population effectués dans la commune depuis 1793. Pour les communes de moins de 10 000 habitants, une enquête de recensement portant sur toute la population est réalisée tous les cinq ans, les populations de référence des années intermédiaires étant quant à elles estimées par interpolation ou extrapolation. Pour la commune, le premier recensement exhaustif entrant dans le cadre du nouveau dispositif a été réalisé en 2008.

En 2022, la commune comptait 735 habitants, en évolution de +1,24 % par rapport à 2016 (Seine-et-Marne : +3,92 %, France hors Mayotte : +2,11 %).
| 1793 | 1800 | 1806 | 1821 | 1831 | 1836 | 1841 | 1846 | 1851 |
| ---- | ---- | ---- | ---- | ---- | ---- | ---- | ---- | ---- |
| 127  | 189  | 163  | 170  | 183  | 175  | 166  | 153  | 181  |

| 1856 | 1861 | 1866 | 1872 | 1876 | 1881 | 1886 | 1891 | 1896 |
| ---- | ---- | ---- | ---- | ---- | ---- | ---- | ---- | ---- |
| 186  | 211  | 188  | 192  | 209  | 202  | 200  | 216  | 203  |

| 1901 | 1906 | 1911 | 1921 | 1926 | 1931 | 1936 | 1946 | 1954 |
| ---- | ---- | ---- | ---- | ---- | ---- | ---- | ---- | ---- |
| 209  | 211  | 226  | 210  | 203  | 200  | 186  | 223  | 228  |

| 1962 | 1968 | 1975 | 1982 | 1990 | 1999 | 2006 | 2008 | 2013 |
| ---- | ---- | ---- | ---- | ---- | ---- | ---- | ---- | ---- |
| 235  | 310  | 337  | 482  | 620  | 658  | 654  | 653  | 712  |

| 2018 | 2022 | - | - | - | - | - | - | - |
| ---- | ---- | - | - | - | - | - | - | - |
| 727  | 735  | - | - | - | - | - | - | - |

Après plus d'un siècle de stabilisation de la population à environ 200 habitants puis une augmentation importante pendant l'après-guerre, la population champdeuillaise s'est stabilisée à environ six cent cinquante habitants depuis plus d'une décennie.

### Enseignement
Champdeuil est située dans l'académie de Créteil. La ville administre une école élémentaire communale mais aucune école maternelle. Les classes vont du CE1 au CM2 (cependant ceci évolue selon les années). Pour pallier le manque d'élèves, la commune s'est mise en coopération avec la commune voisine, Crisenoy, qui administre principalement les classes de la maternelle et du CP.
Cet échange se passe en accord avec la création de l'intercommunalité de la SI vocation scolaire de Champdeuil et Crisenoy. Pour assurer cet échange, un bus scolaire (la 37R du réseau de bus Pays Briard) effectue une rotation autour de ces deux communes et de leurs lieux-dits. L'école se situe juste à côté de la bibliothèque, ce qui rend plus facile l'accès aux livres pour les élèves. Une cantine est en construction depuis septembre 2012, afin que les élèves de Champdeuil et Crisenoy puissent à la pause du midi avoir un lieu pour se restaurer.

### Manifestations culturelles et festivités

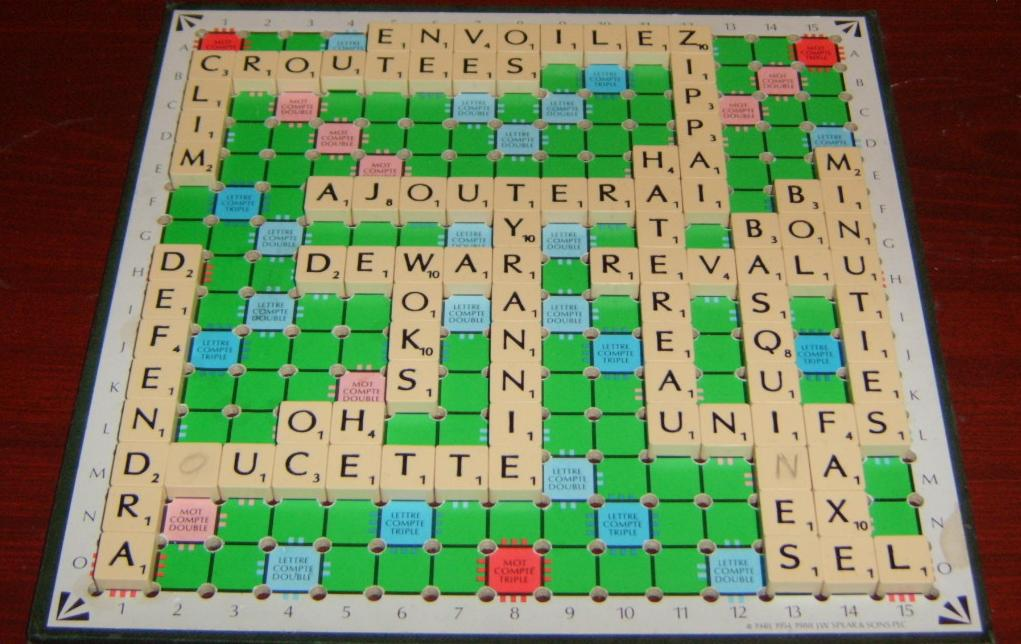
Champdeuil organise chaque année un tournoi de Scrabble.

Chaque année, des activités sportives ou culturelles débutent en octobre et sont suivis par des professeurs bénévoles. Il y a au total 11 activités à faire en 2010 : la gymnastique, les ateliers écritures, la musique, la danse moderne, le multisports, la ludothèque, le théâtre, le "Break Dance", l'atelier carterie, le hip-hop-break, des expositions permanentent à la mairie et un tournoi Scrabble. Il existe aussi au total 10 événements récurrents à Champdeuil, la Fête du village qui se passe en mi-juin, la brocante annuelle en mi-août, la Beaujolais nouveau, la Fête de Noël, le Carnaval, le repas des anciens, les expositions de la salle des fêtes, Halloween, Pâques et le Loto

### Santé
Champdeuil ne possède pas de centre hospitalier étant un petit village. La commune est rattachée au centre Marc-Jacquet de Melun qui est le plus proche du village. Il possède comme services le pôle chirurgie et spécialités chirurgicales, le pôle médecine et spécialités médicales, le pôle mère-enfant, le pôle urgences-réanimation, le pôle gériatrie, le pôle psychiatrie et le pôle médico-technique. La commune ne possède pas non plus de pharmacie cependant les communes à côté en possèdent c'est-à-dire Verneuil-l'Étang, Chaumes-en-Brie et Guignes.

### Sports et Loisirs
Champdeuil dispose de plusieurs lieux de loisirs. Un complexe sportif est situé au-delà de la rue de la Maisonneraie, un stade de football avec à côté un terrain de boule de pétanque, un terrain de basketball ainsi que des tables de ping-pong sont mises à disposition. Le stade sert aussi lors de diverses manifestations comme la brocante. La Salle des fêtes propose plusieurs activités (théâtre, écriture, danse, musique, ludothèque, break-dance et d'autres). Quasiment toutes les fêtes communales y sont organisées à Champdeuil. La bibliothèque, rouverte le 12 octobre 2009, a été rénovée par la commune de Champdeuil aidée par la communauté de communes la Brie Centrale. Le Foyer rural, est dédié aux loisirs et activités pour les jeunes.
Champdeuil dispose de quelques associations : « Chat Assistance » qui est une association de défense et de la protection des félins. L'ASN Tae Kwon Do / Hapkido qui s'occupe des cours de sports de combats. Et une association sportive de la commune du bourg. La commune dispose d'un aire de jeux et parcours de santé. Il y a divers jeux pour les enfants (il y a un toboggan et une balançoire pour les 6 à 12 ans et un tape-cul pour les 2 à 6 ans) et un parcours de mise en forme pour les adultes. Il y a aussi des bancs pour les personnes qui souhaitent ne pas participer à une de ces activités. Le parc s'appelle aussi le « Parc TGV » en raison de sa proximité avec le TGV Sud-est.
Le parc de Périgny est un petit parc avec un étang ainsi qu'une forêt. Cet endroit se trouve dans le lieu-dit de Périgny et il s'agit de l'unique point d'eau du village. Ce parc se trouve très à l'écart, on ne peut y avoir accès qu'en empruntant le chemin prolongeant la rue d'Isle. Les randonnées pédestres peuvent se pratiquer à Champdeuil. Il y a de nombreux chemins à emprunter pour faire de la randonnée afin d'apercevoir le paysage de la Brie : vers le lieu-dit de Périgny en empruntant le prolongement de la rue d'Isle ou un autre chemin en empruntant la rue de Périgny, vers le stade au prolongement de la rue de la Paix et au-delà de l'aire de jeux de longs chemins passent vers les villages à proximité. Champdeuil est encerclé de longs chemins permettant de faire de longues balades dans la Brie.

### Médias
Depuis 2001, les Champdeuillais possèdent leur propre journal le Champdeuil Infos qui paraît deux fois par an. Le journal Hiver apparaît en décembre et la version Été apparaît quant à elle en juin. Ce journal parle des travaux en cours, de l'actualité, des fêtes, des projets de la commune, des loisirs à proximité et de pleins de conseils pratiques.

Logo de l'hebdomadaire.

La République de Seine-et-Marne est un journal hebdomadaire régional de Seine-et-Marne. Le siège est situé à Melun et en raison de à proximité du village au siège social, il est couvert par la zone des communes figurant dans le journal. Tous les événements de Champdeuil sont retranscrits dans cet hebdomadaire. Champdeuil est aussi couvert par "Le Parisien seine-et-marnais".

### Cultes
Les Champdeuillais disposent d'un lieu de culte catholique. La commune de Champdeuil dépend du « pôle missionnaire de Brie-Sénart » au sein du « vicariat Ouest » du diocèse de Meaux. Ce vicariat dispose de 47 lieux de culte catholique dont l'église Saint-Martial à Champdeuil.

## Économie

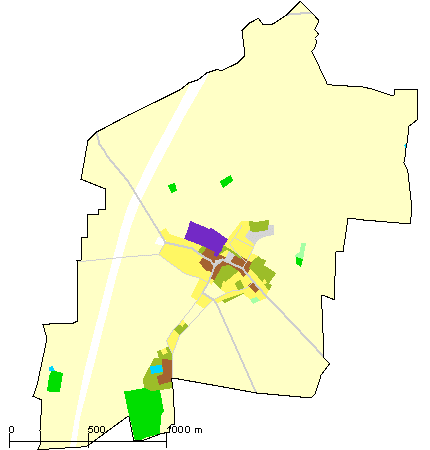
Plan de Champdeuil de 1999.(Jaune : habitat individuels, marron : habitat continu bas, vert : bois, turquoise : étang, kaki : Parc et Jardins, violet : zone d'activité de Champdeuil).

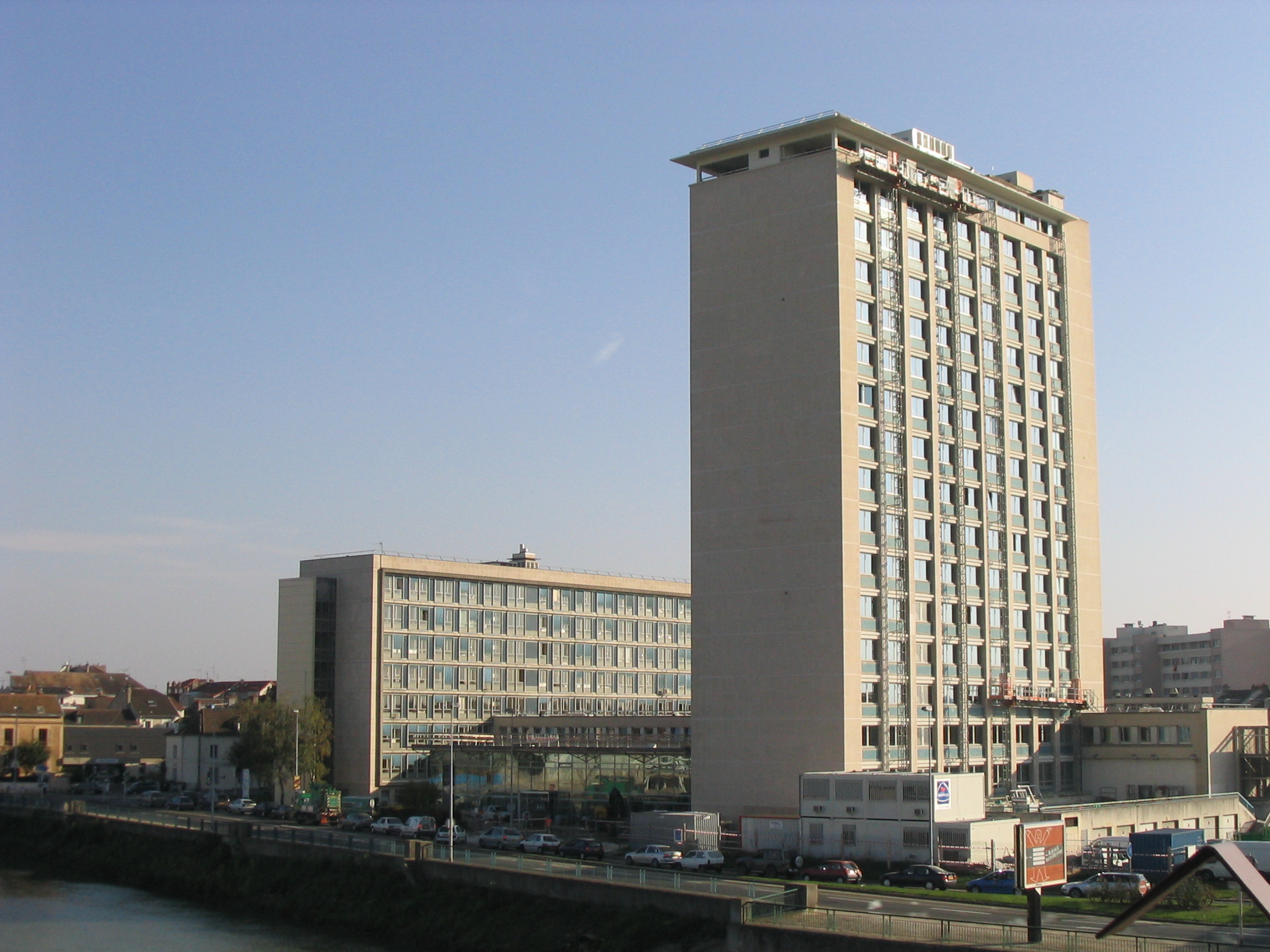
Champdeuil est rattachée à la zone d'emploi de Melun.

L'économie de Champdeuil est basée sur le secteur primaire avec la production en particulier de céréales La vie de Champdeuil est aussi basée sur l'artisanat rural, la brocante, et le foyer rural.

### Revenus et fiscalité
La population champdeuillaise est plus aisée que la moyenne de Seine-et-Marne. Le revenu net imposable moyen par foyer fiscal en 2007 est légèrement supérieur à celui de son département puisqu'il est de 25 646 euros contre 25 194 pour la Seine-et-Marne. Les foyers fiscaux imposés en 2007 à Champdeuil sont là encore un peu plus élevé que dans le département concerné et est de 68,5 % pour la commune contre 64,7 % pour la Seine-et-Marne. La médiane du revenu fiscal des ménages par unité de consommation en 2008 est de 22 341 euros à Champdeuil contre 20 644 euros pour le département concerné.

### Emploi
Champdeuil appartient au bassin d'emploi de Melun. En 2007, le nombre de personnes actives représente 481 personnes soit 74,4 % de la population totale. Le nombre d'actifs ayant un emploi représente 70,7 % de la population totale et le nombre de chômeurs est de 3,7 %. Les inactifs représentent 25,6 %, il y a dans ce pourcentage les élèves, étudiants et stagiaires non rémunérés qui représentent 9,6 %, les retraités ou préretraités qui représentent 10,6 % et autres inactifs 5,4 %.
Le nombre d'emplois dans la zone en 2007 est de 155 personnes et le nombre d'actifs ayant un emploi résidant dans la zone est 342 personnes. L'indicateur de concentration d'emploi est de 45,3. Le taux d'activité parmi les 15 ans ou plus en % dans la zone est de 67,9. Le nombre d'emplois dans la zone en 1999 est de 216 personnes et le nombre d'actifs ayant un emploi résidant dans la zone est 338 personnes. L'indicateur de concentration d'emploi est de 63,9. Le taux d'activité parmi les 15 ans ou plus en % est de 71,3 en 1999. Le travail a tendance à se trouver de plus en plus loin de Champdeuil.

### Entreprises
Champdeuil est une commune qui possède beaucoup d'entreprises. Ourry, une société de transports routiers qui est la principale société et qui possède une ZAC sur le territoire. Damecan une société d'agence immobilière qui possède son siège social dans le bourg. La Sarl Cyril Pose qui s'occupe de la rénovation et du montage sur des structures en bois. Mk Elec qui s'occupe de électricité. Ensuite un taxi « Bouzemame Habib » est présent dans la ville. « Guiller Gilles » situé à la ferme de Périgny s'occupe de la culture de céréales. AML DIFFUSION est une entreprise basée sur la vente par correspondance sur catalogue général. "Patou Bernard André" et « Sigwart Joël Didier René » sont des sociétés de composition et photogravure. « Sif Stores Ile De France » qui fabrique d'autres articles confectionnés en textile. La « Snc Du 18 Rue Joseph Marie Jacquart » qui fait des crédits-bails. « Joncour Metral, Mécanique générale », « AGMR AGENCEMENT Générale Menuiserie & Rénovation » qui s'occupe des travaux de maçonnerie générale sont d'autres entreprises de Champdeuil.
« Chenu Maurice André », « SGB Société Gomes Bâtiments » et « Établissements Bourbonnais » font tous trois des travaux de maçonnerie générale. « EGSF PLUS » et « Rousselot Pierre André Paul » font de la menuiserie métallique et serrurerie. L'« Entreprise Troncy Pierre » fait de la construction de maisons individuelles. Guillier Yves s'occupe des terrassements divers et de la démolition. La SARL Dupeux et Meneghetti fait de la menuiserie de bois et matières plastiques. "Sibelec France" fait des travaux d'installation électrique. Le pépiniériste Croux appartient à la commune de Crisenoy. Cependant une partie du territoire de l'entreprise se trouve à Champdeuil. Il y a aussi "Almeida Da Silva Lopes Antonio qui fait des travaux de démolition. "M. BADER Nicolas" est une société de supports juridiques de gestion de patrimoine mobilier M.REGNIER Yves maire de cette commune a créé une société civile immobilière des charpentiers. Mme BERNARD Valérie possède une société de travaux de maçonnerie générale et gros œuvre de bâtiment.

#### Commerces

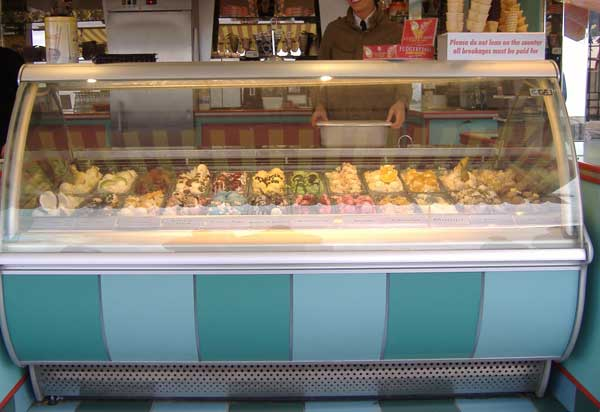
Les commerces ambulants de Champdeuil ressemblent à ce type de camionnettes.

Champdeuil ne possède actuellement aucun commerce fixe. Cependant, pour ne pas porter préjudice aux villageois, la mairie a su mettre à leur disposition les commerces par différents biais : il y a la mairie qui fait boulangerie. La session Boulangerie est ouverte de 10 h 30 à 11 h, sauf les mardis, dimanches et jours fériés. Hormis le pain, la livraison fonctionne sur commande des villageois.
Il y a ensuite les commerces ambulants qui vont à Champdeuil en camionnette. Il y a la pizzeria (se nommant Pizza Gérald) qui passe tous les mercredis de 17 h à 21 h à la place de l’Église. Il y a un menu qui regroupe 21 pizzas différentes. Chaque année, il y a, en complément de la pizzeria, une buvette (« Chez Aline ») qui offre une dégustation de rosé, du vin rouge, ainsi que l'achat de nombreux jus de fruits, ou boissons non-alcoolisées, de l'eau ou du café. Il y a ensuite un boucher-charcutier qui passe toute l'année le mardi et le samedi matin. Le boucher nommée « Chevalin » passe le samedi matin. Ensuite vient « Philibert », le primeur qui passe le mercredi soir à partir du 3 juin. Il y avait avant un commerce qui servait d'épicerie, de café, de tabac et de mécanicien.

#### Ourry, pôle de Champdeuil
Il s'agit de la principale entreprise qui se trouve à Champdeuil qui est son siège social. Elle s'occupe de la collecte, de la gestion et du nettoyage des déchets ainsi que de l'exploitation de centres de traitements. Elle fut créée en 1982 et est le no 1 du transport de déchets en vrac. Sa principale activité reste le transport avec un important dépôt de camion. Son siège social se trouve dans la rue des fusées et le président est Jean-Pierre Hubert. Il s'agit d'une Société Anonyme à Conseil d'administration.
Elle emploie plus de 300 personnes, elle possède un capital de 1 341 450 euros et son chiffre d'affaires est de 35 millions d'euros annuellement. 2 millions de tonnes de déchets y sont traités chaque année. Il y a plusieurs annexes dans toute la France, celle de Champdeuil s'occupe du transport et du triage.

#### Sarl Portakabin
Il s'agit d'une SARL qui s'occupe de la location et location-bail d'autres machines, équipements et biens matériels. Le gérant se nomme BROWN COLIN et la société fut créée le 1er janvier 1975. Son capital social est de 3 000 000 d'euros.

## Culture locale et patrimoine

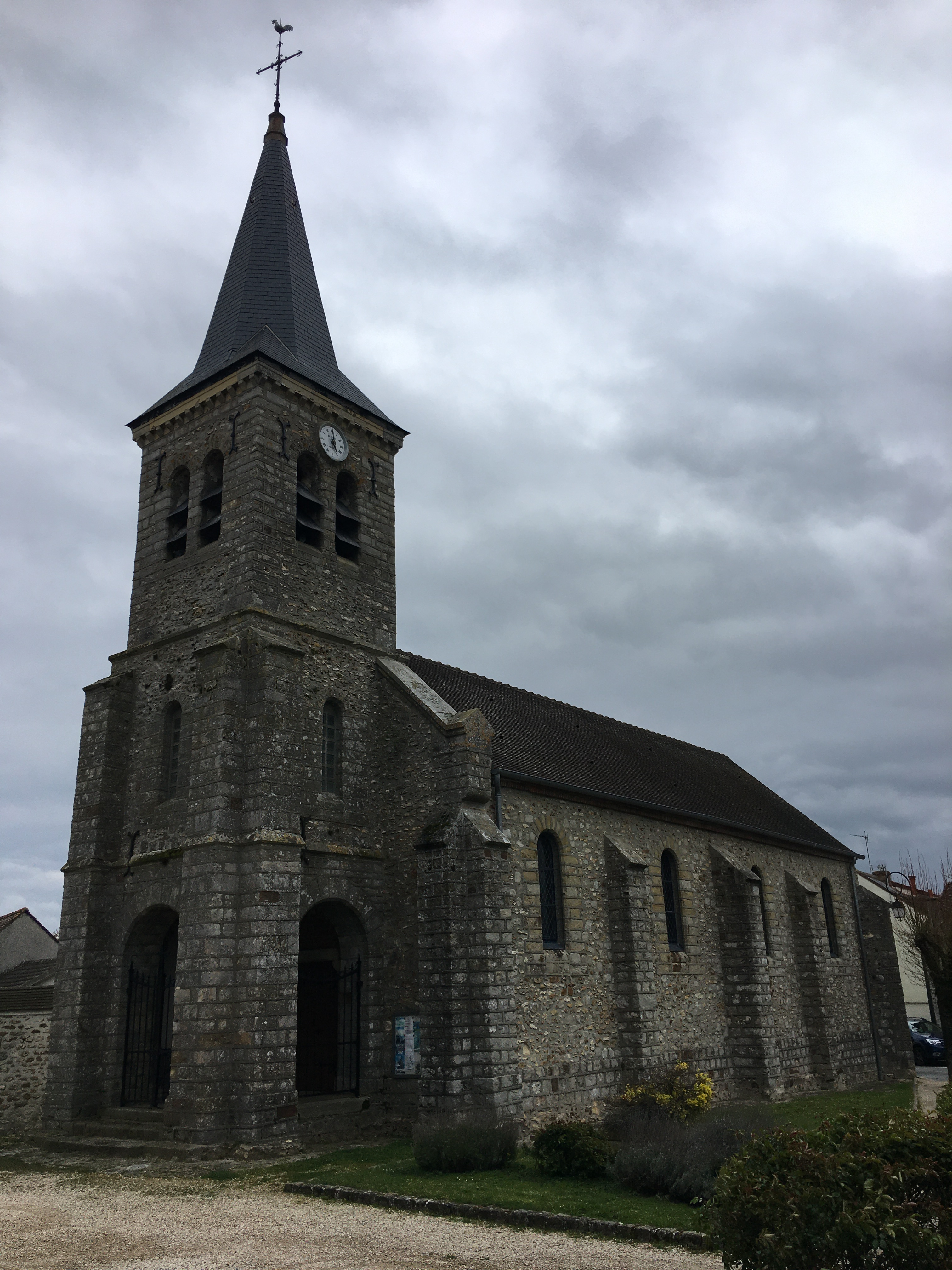
L'église Saint-Martial au centre du village en 2021.

### Lieux et monuments
- Le château de Périgny, dont il n'y avait plus que quelques restes vers 1675. Aujourd'hui, le château est devenue une ferme.

Le Jardin d'agrément dit parc de la ferme de Perigny.
- Le village comporte trois fermes briardes style fortifiées. Également, le village contient une « tour de la Révolution » construite pour la Révolution française. Elle n'a pas été classée et aujourd'hui elle est une propriété privée.
- Au cœur du patrimoine religieux se trouve l'église Saint-Martial reconstruite au XIXe siècle, mais elle abrite : un Christ en croix (MH), une Vierge à l'Enfant (MH) de Pierre du XIVe, un médaillons d'apôtres (MH) du XVIIe, un confessionnal du XVIIIe, un fauteuil du XVIIIe, un coffre d'église ancien. Ils sont tous classés aux Monuments Historiques. Dès le XIIIe siècle, une église est mentionnée à Champdeuil[36]. Le 9 juillet 1792, une pétition a circulé à l'Assemblée nationale législative auprès de la population champdeuillaise pour que la paroisse soit supprimée[91],[92]. Ce qui fut fait et c'est en 1793 que le dernier curé Jacques Serard subit la guillotine. L'ancienne église comportait jusqu'en 1861 un retable en bois sculpté, peint, doré et garni de volets peints dont la municipalité se dessaisit au profit du musée de Cluny, à Paris. Ce retable, qui remontait sans doute au XVe siècle, est attribué à des artistes flamands. La municipalité souhaitait à l'époque acquérir en échange de nouveaux tableaux pour l'ornementation de l'église. Elle eut reçu, en effet, quelques copies de sujets religieux[93]. En 1861, l'église Saint-Martial de Champdeuil fut reconstruite en style néo-roman et la statue de son saint Patron, saint Martial, a été déplacé en l'église Saint-Aspais de Melun. L'église de Champdeuil a été fermée pour cause de rénovation, en particulier pour celle des vitraux. Les vitraux ont été restaurés[50]. Certaines pièces sont stockées aujourd'hui à Paris au musée du Moyen Âge, dont toutes celles montrées ci-dessous.

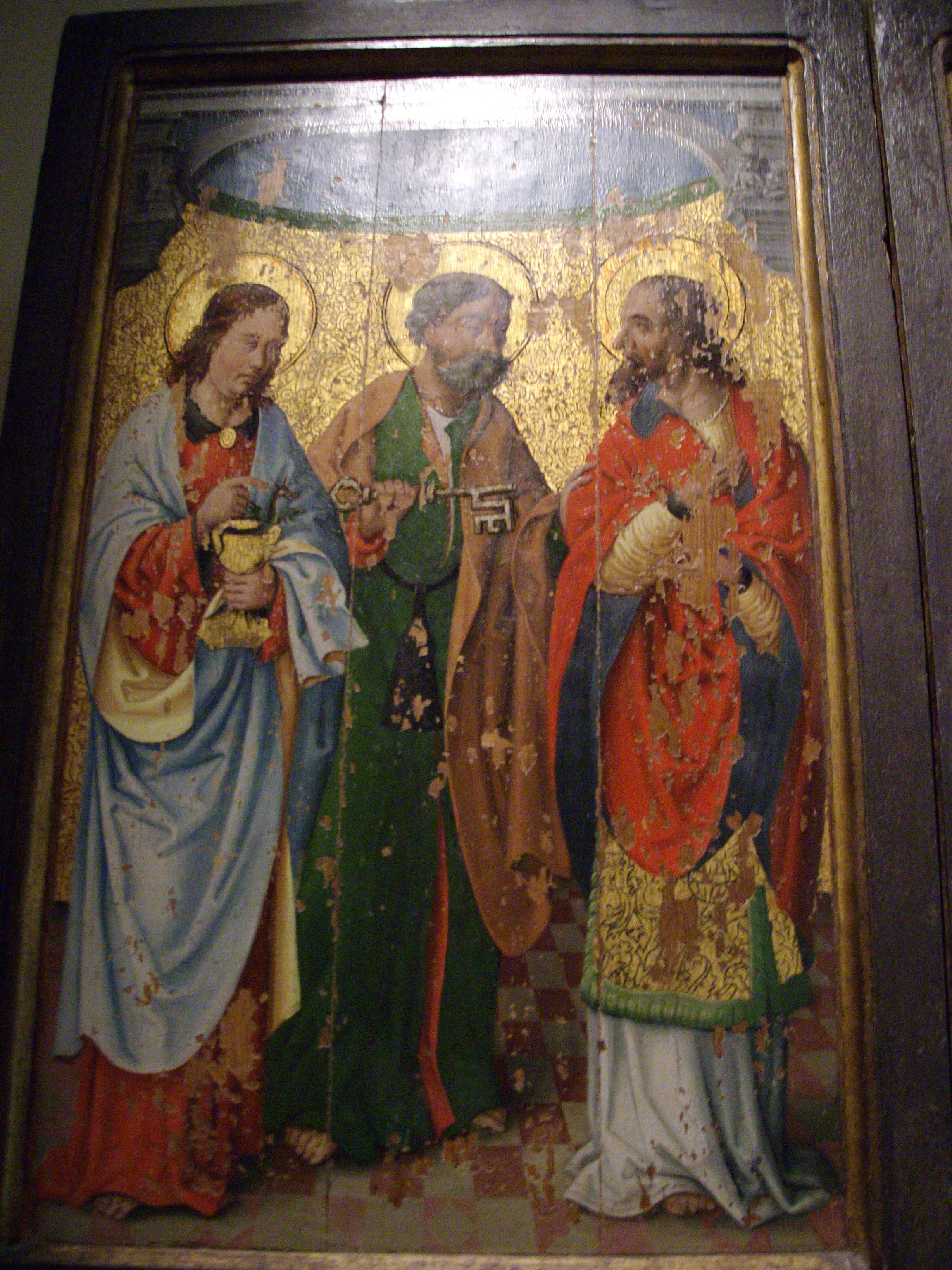
Bois polychrome et panneaux peints.
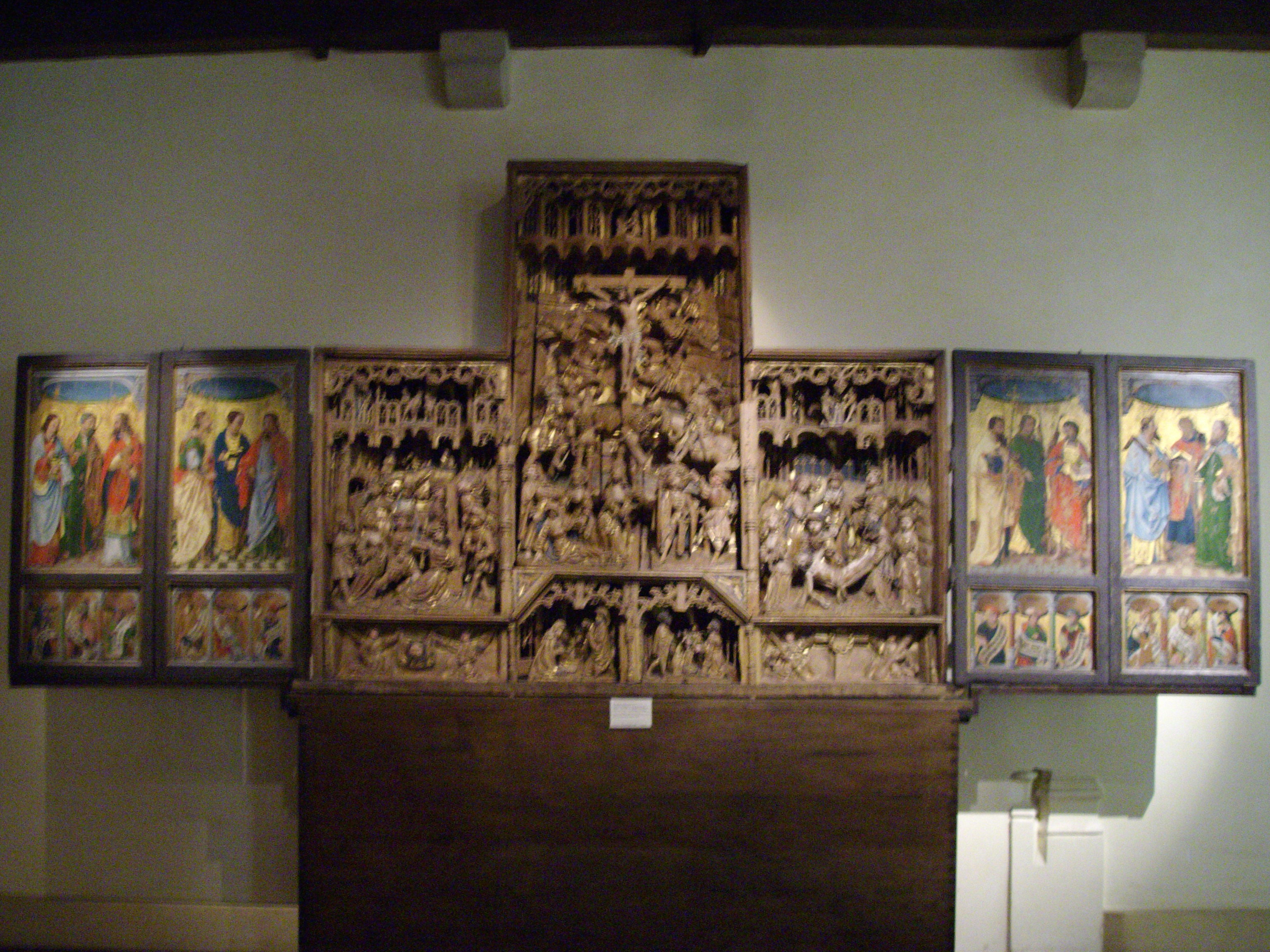
Bois polychrome et panneaux peints.
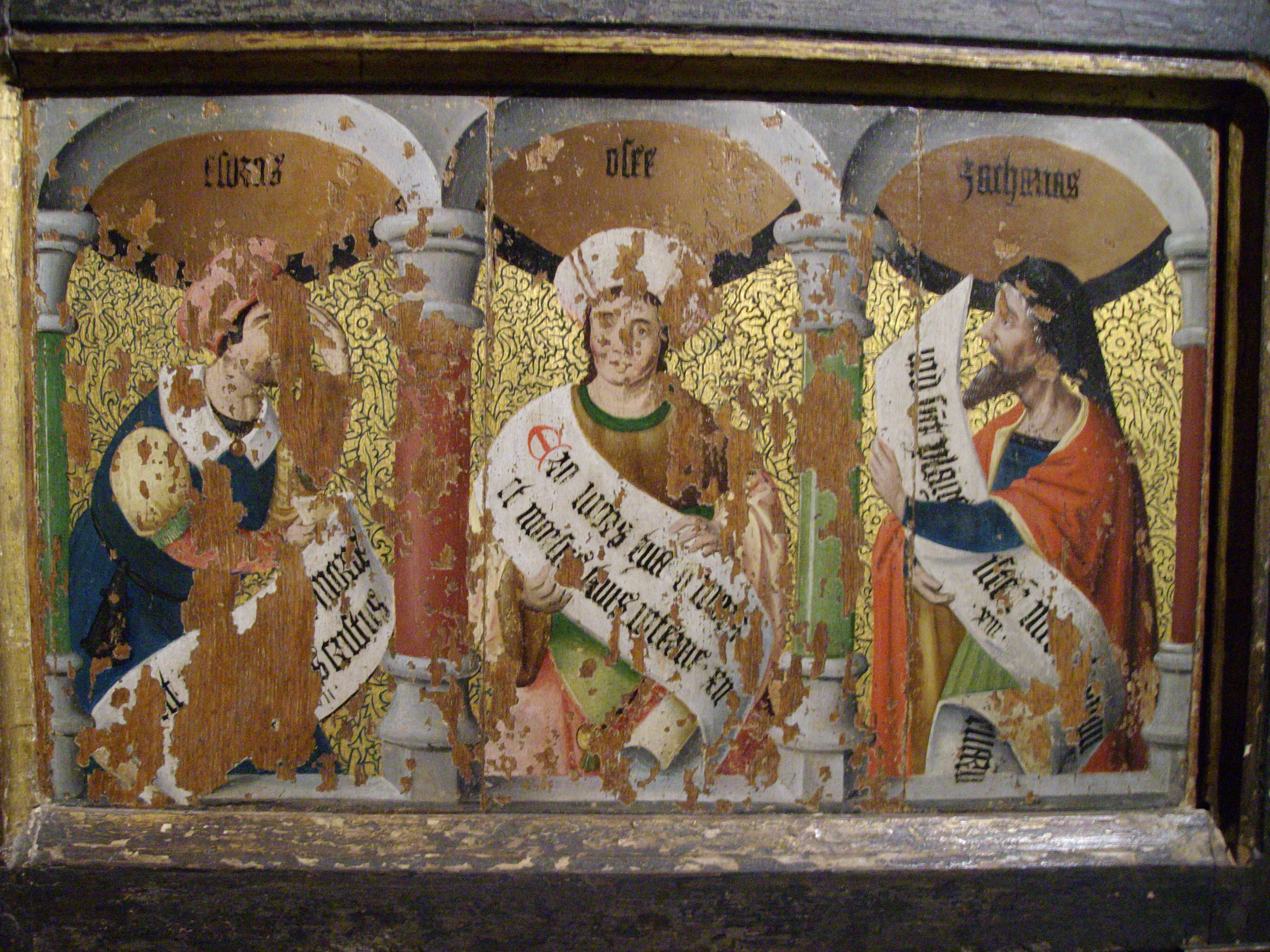
Bois polychrome et panneaux peints.
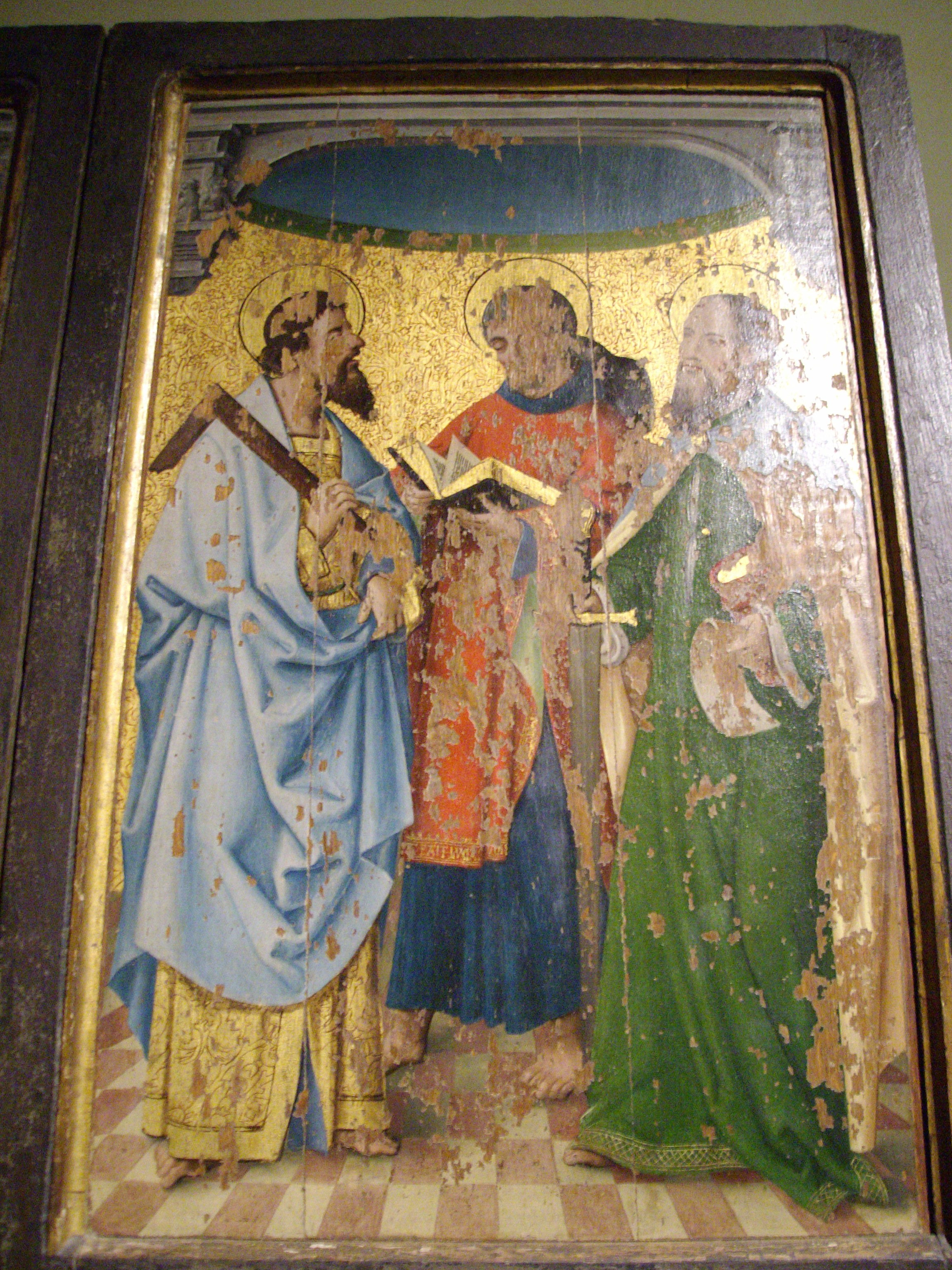
Bois polychrome et panneaux peints.
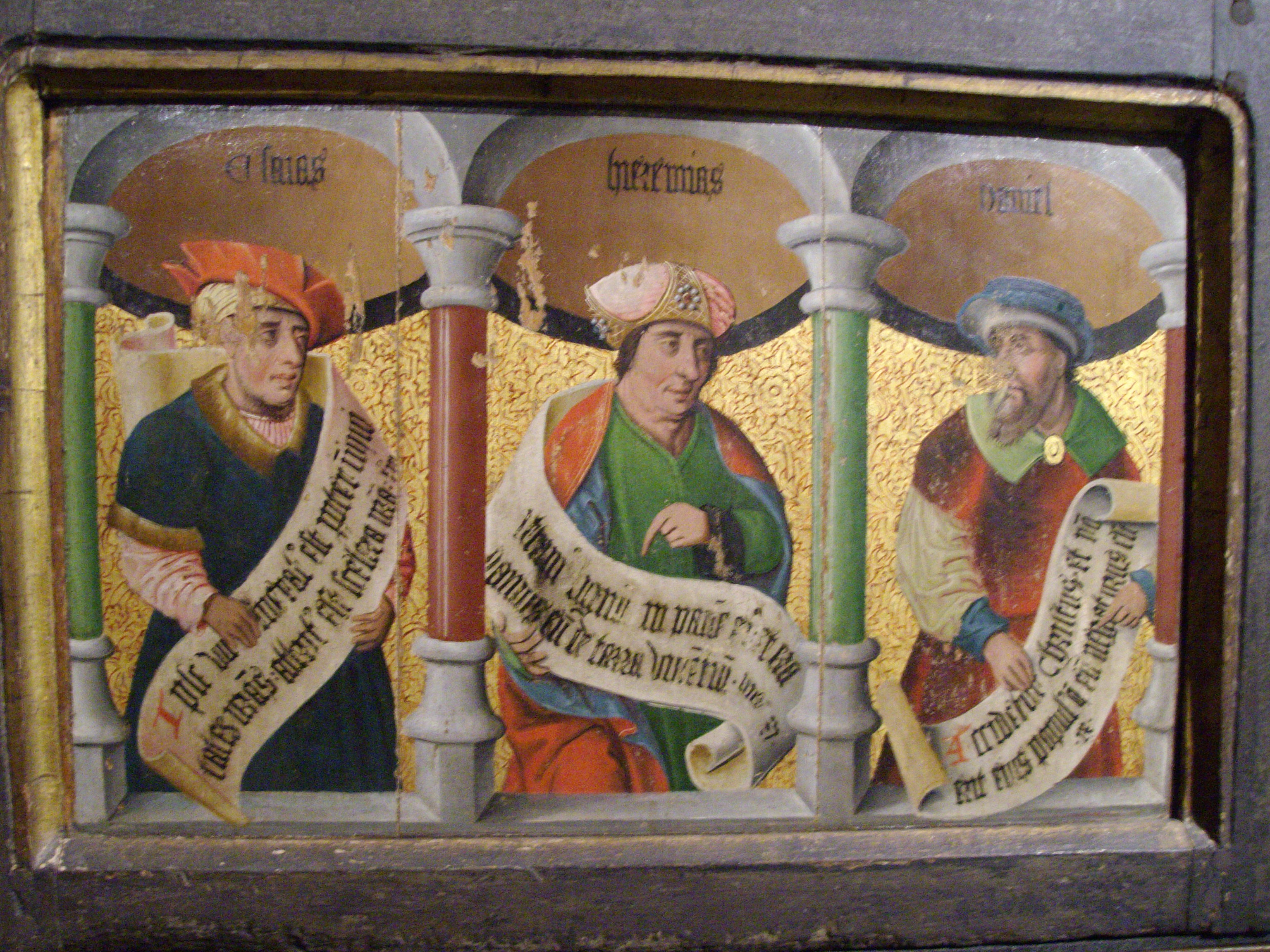
Bois polychrome et panneaux peints.
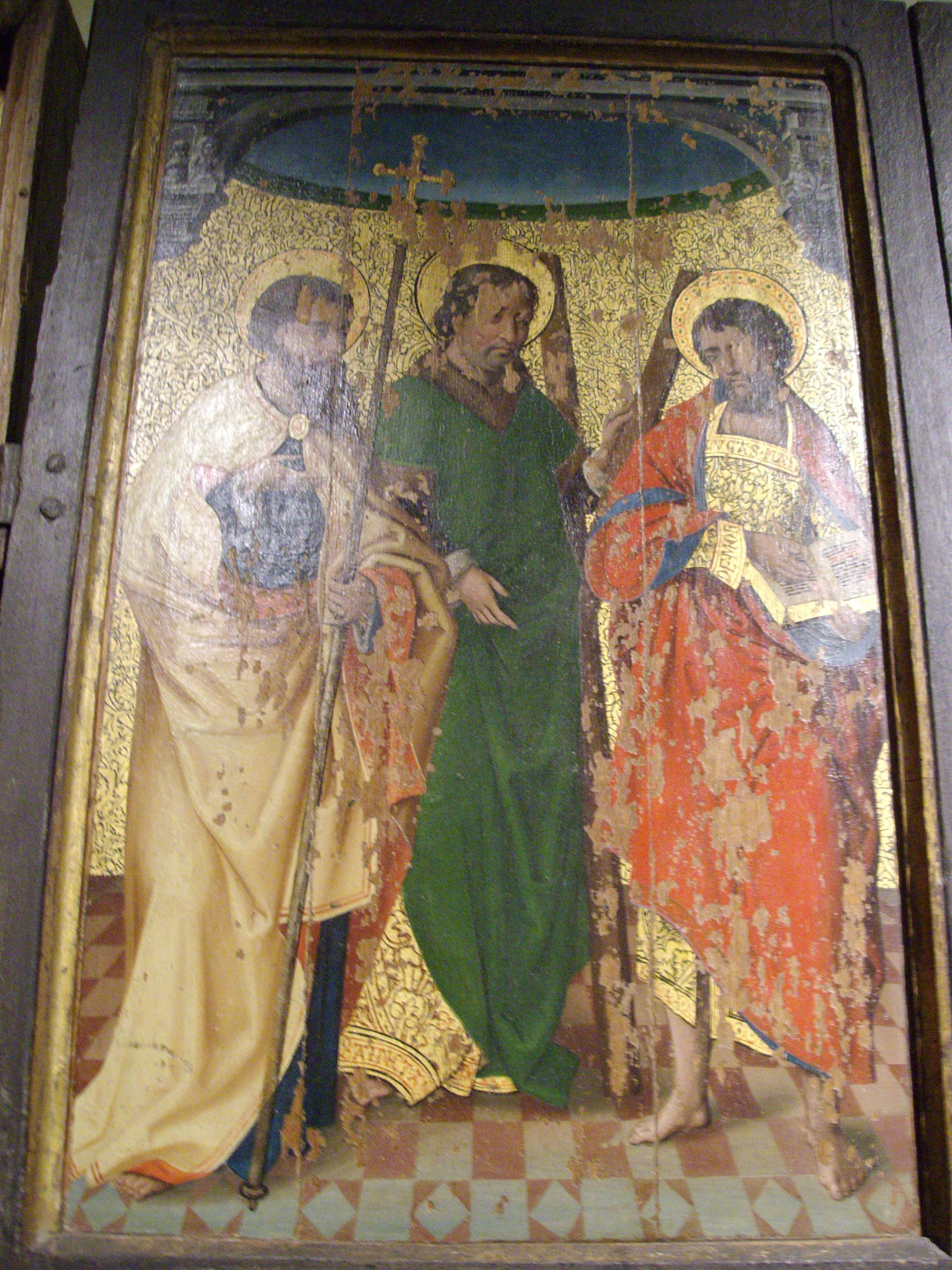
Bois polychrome et panneaux peints.
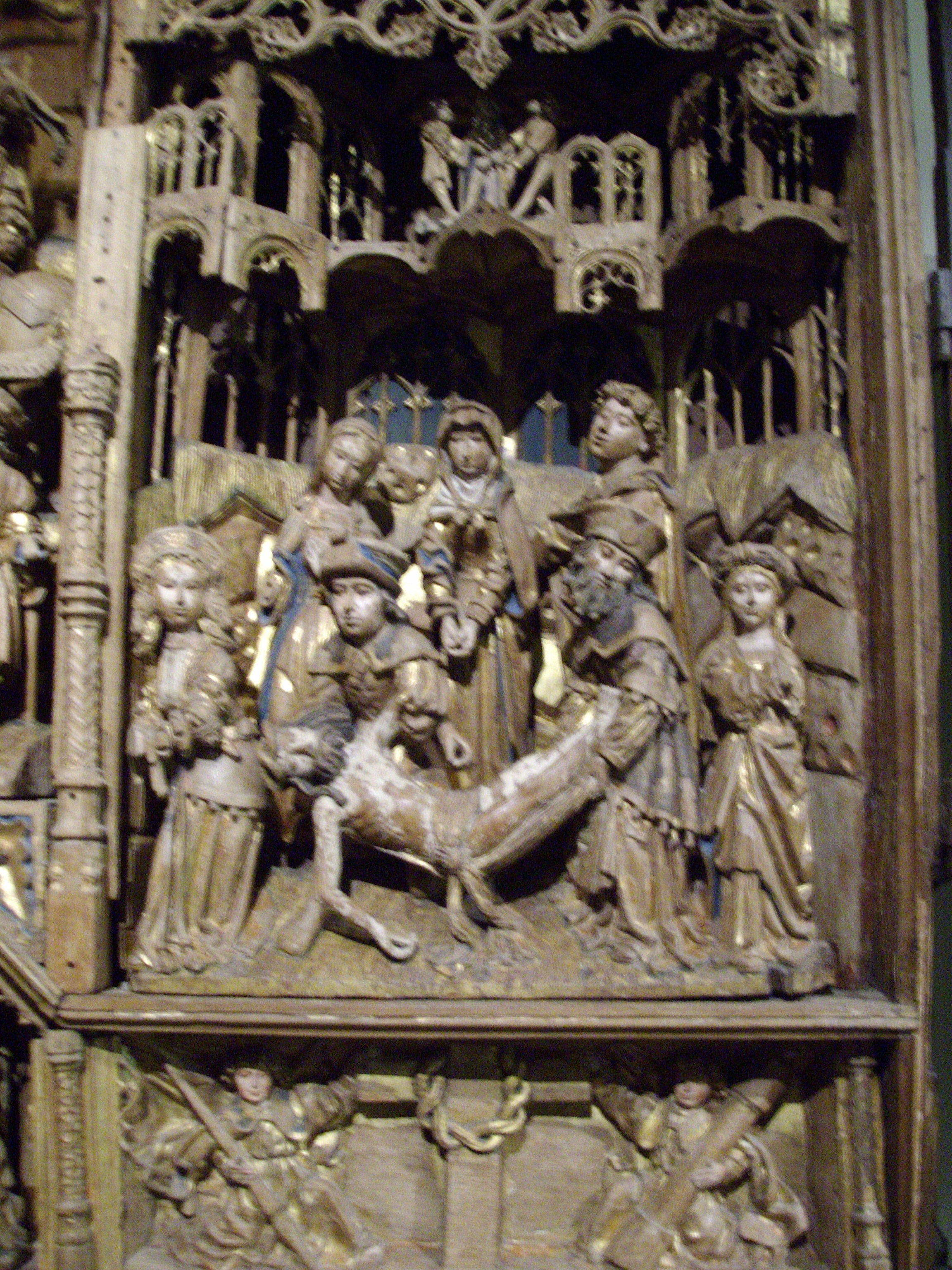
Bois polychrome et panneaux peints.
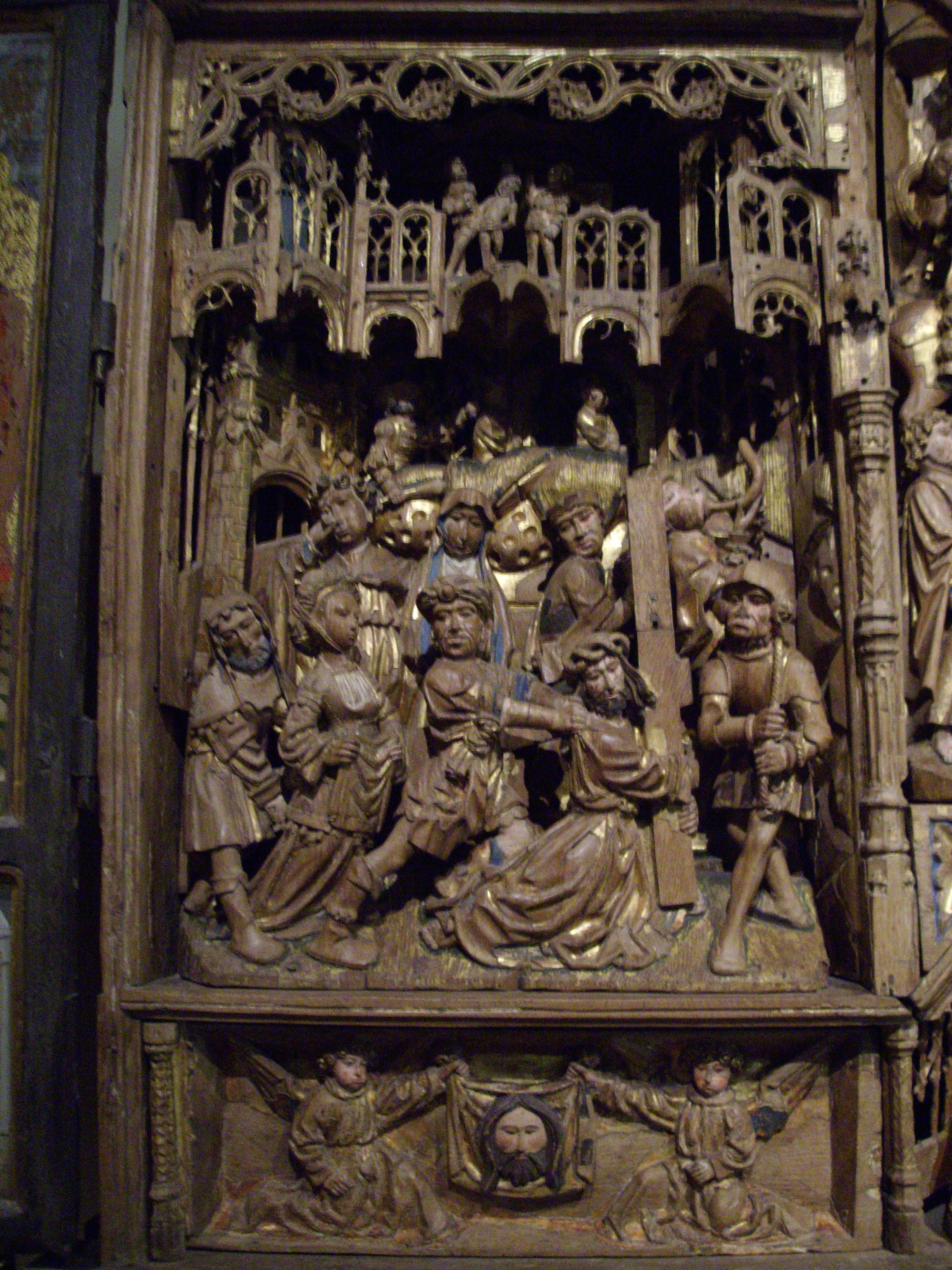
Bois polychrome et panneaux peints.
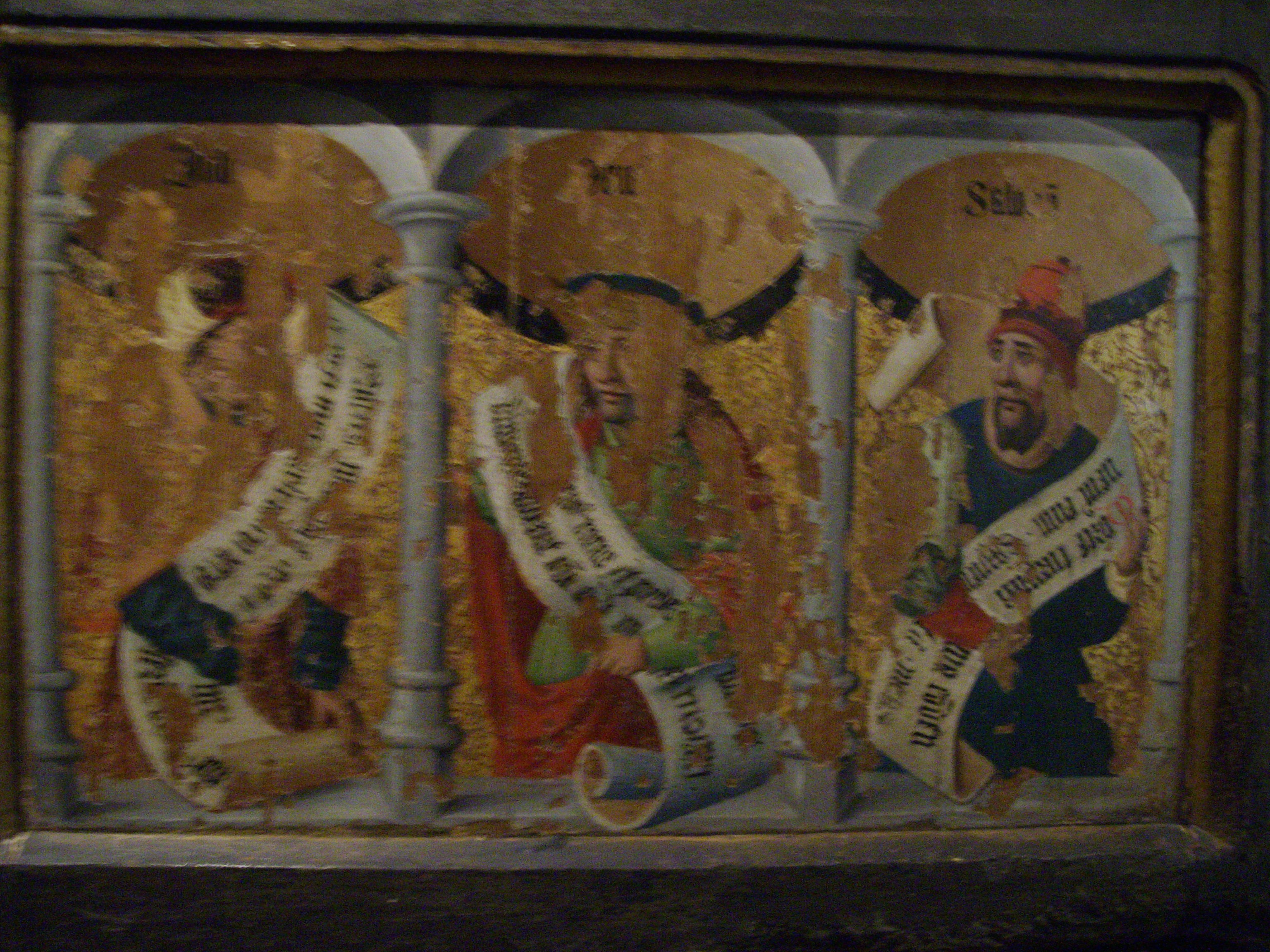
Bois polychrome et panneaux peints.
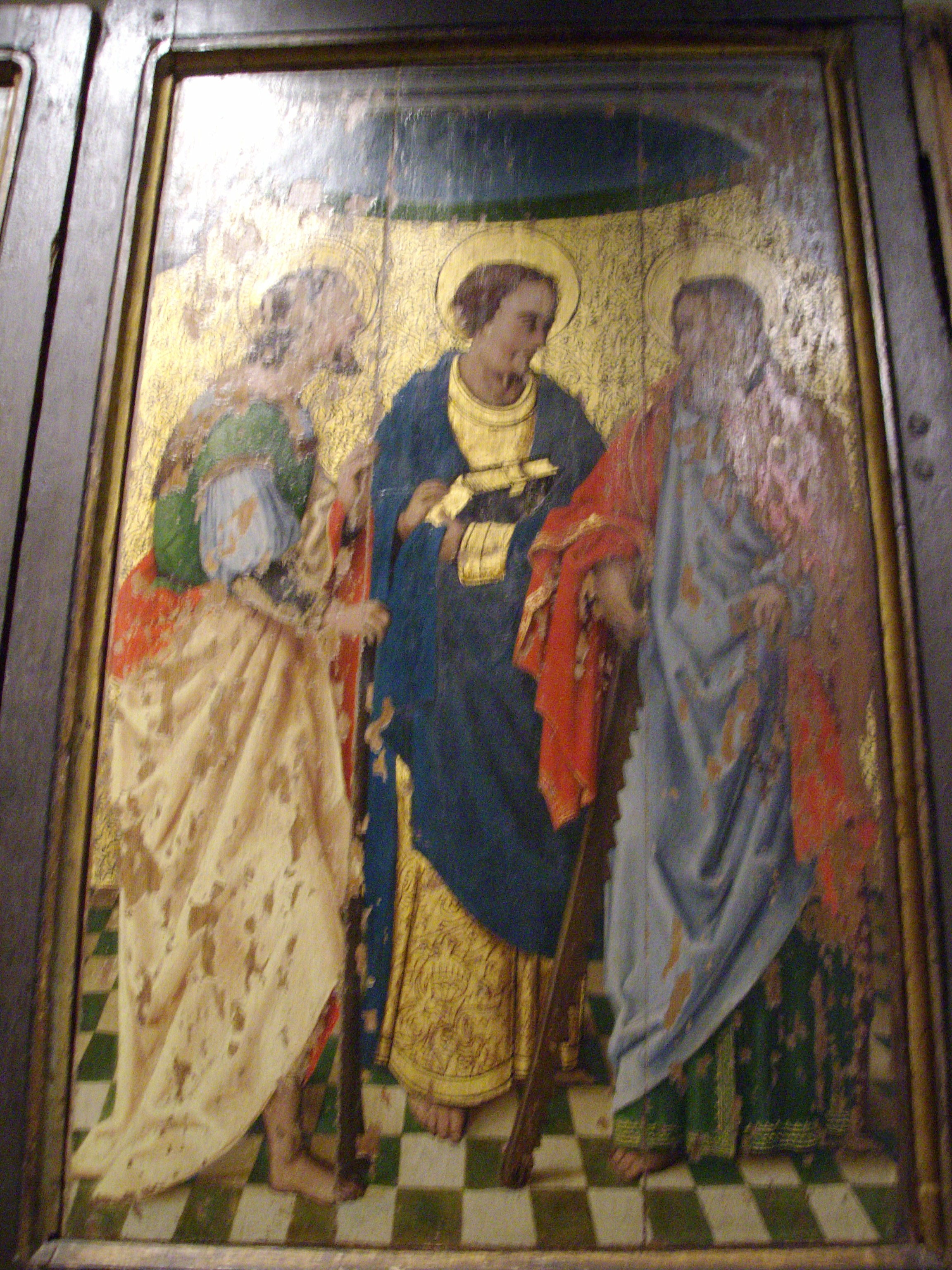
Bois polychrome et panneaux peints.
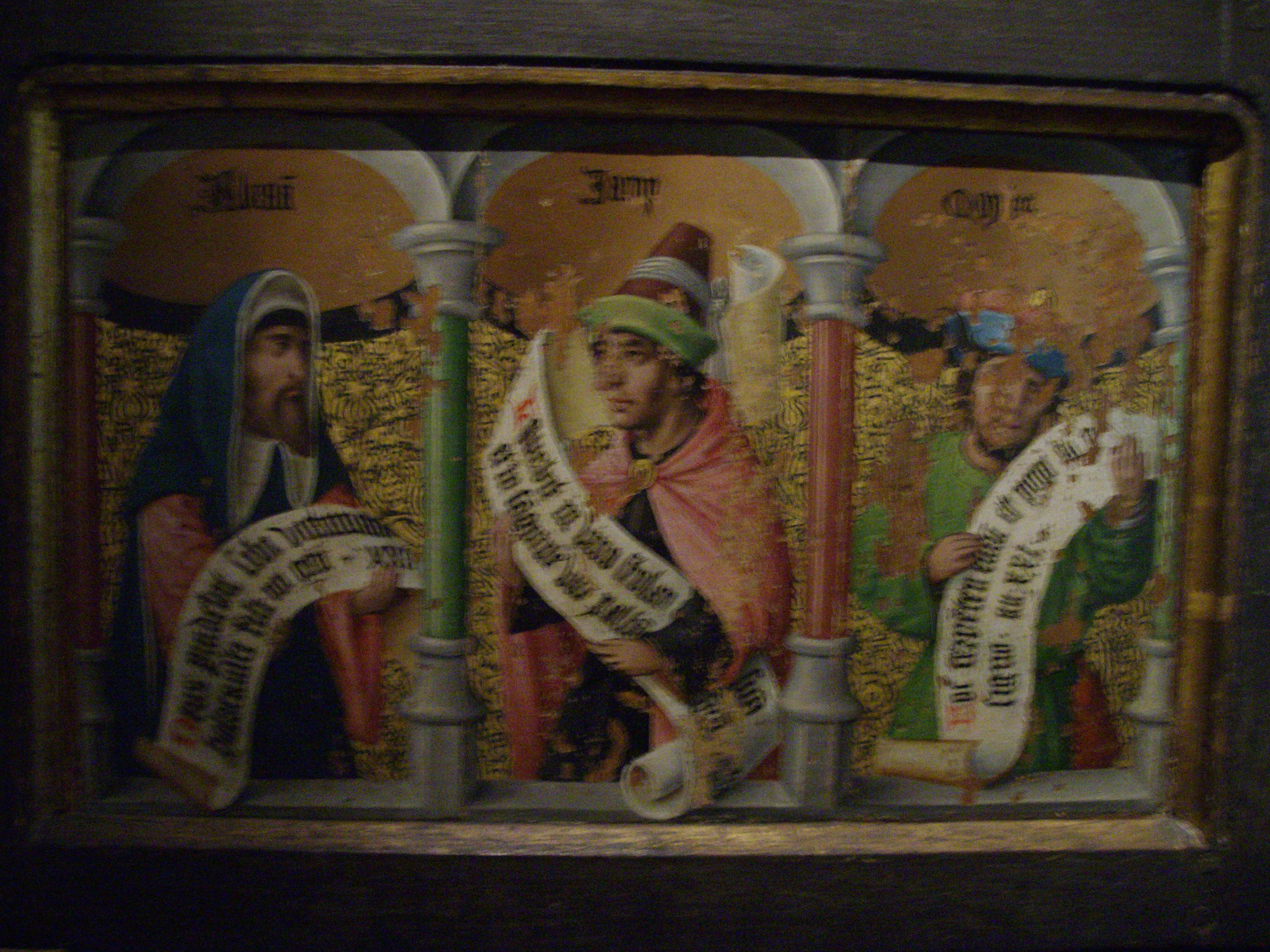
Bois polychrome et panneaux peints.

- Puits de l'église : le puits Saint-Laize est adossé au chevet de l'église. Jusqu'au XIXe siècle, son eau, ayant la réputation de guérir les maladies de gorge, la fièvre et la colique, ainsi que les maladies de peau attiraient les pèlerins dont les offrandes constituaient un revenu non négligeable pour la fabrique. Jusqu'en 1870, la coutume de la quenouille de la mariée rapportait également quelques profits à la fabrique. La quenouille était confiée à une jeune mariée venue à la messe pour la première fois depuis son union. Elle devait ensuite filer le fil et le rapporter à l'église avec une offrande. Chaque année, le fil de la Vierge, tissé par les jeunes mariées, était ainsi vendu aux enchères sous le porche de l'église[94].

### Patrimoine culturel

#### Bibliothèque
Champdeuil possédait déjà une bibliothèque qui fut fermée. Avec l'action conjointe de la communauté de communes de Brie Centrale et Champdeuil, elle fut entièrement restaurée et rouverte le 12 octobre 2009. À partir de ce moment, elle fut disposée de façon à être plus lumineuse, avec du nouveau matériel informatique et un réaménagement de l'espace. Elle est divisée en deux parties : le rayon des livres pour enfants et celui pour les adultes. Il y a des DVD et des CD et des journées sont organisées pour la narration de contes.
L'adhésion est gratuite pour les habitants de la communauté de communes de la Brie Centrale. La bibliothèque se situe entre la mairie et l'école de Champdeuil à côté de l'arrêt de bus Mairie unique moyen de transport pour s'y rendre. Elle ouvre du lundi de 16 h 30 à 18 h 30 et le jeudi de 18 h à 19 h. Pour les élèves de Champdeuil et Crisenoy, la bibliothèque est ouverte le jeudi de 10 h 30 à 11 h 30 et aussi le mercredi de 14 h à 16 h 30 les semaines impaires pour tout le monde.

### Personnalités liées à la commune
- Claude-Henri de Fusée de Voisenon (1708-1775), homme de lettres français qui faisant partie de la famille des Fusées qui possédait le château de Champdeuil.